# Locmariaquer
Locmariaquer [lɔkmaʁjakɛʁ] est une commune française située dans le département du Morbihan, en région Bretagne.

## Géographie
La commune de Locmariaquer est située à l'embouchure ouest du golfe du Morbihan et possède de nombreuses plages donnant sur la baie de Quiberon, partie occidentale de Mor braz qui ouvre l'accès à l'océan Atlantique.
Locmariaquer fait partie du Parc naturel régional du golfe du Morbihan.

### Communes limitrophes
| Crac'h                | Crac'h                | (Baden) Rivière d'Auray          |
| Saint-Philibert       | Locmariaquer          | Golfe du Morbihan (Larmor-Baden) |
| Mor braz (Atlantique) | Mor braz (Atlantique) | Golfe du Morbihan (Arzon)        |

### Description

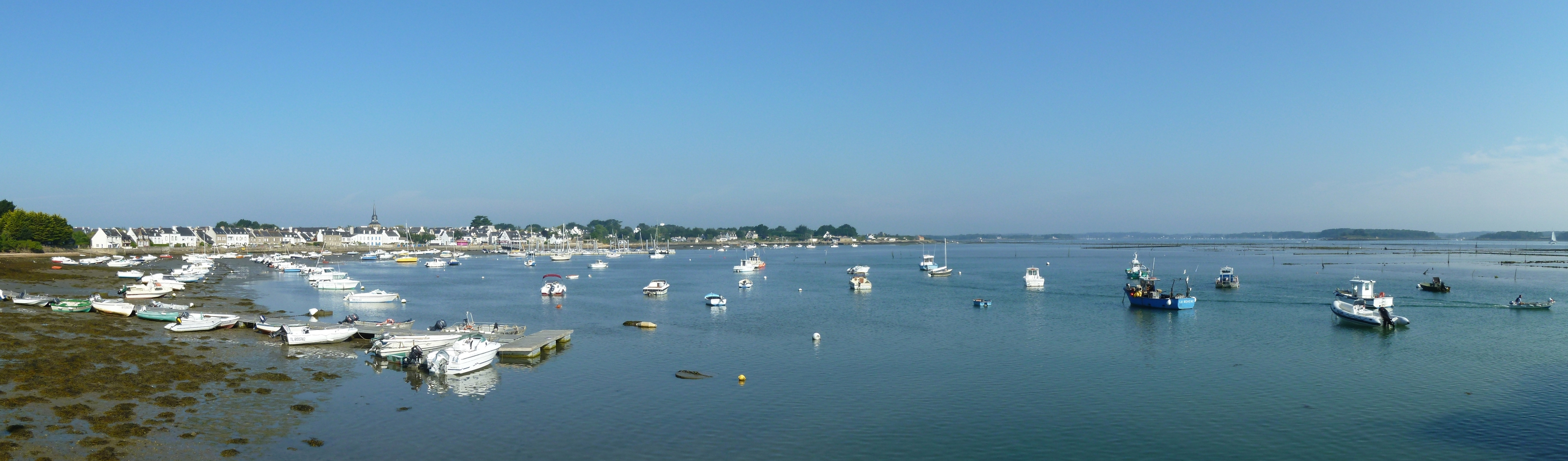
Locmariaquer : vue panoramique du port et de la ville.

Locmariaquer est situé à l'extrémité d'une presqu'île étirée du nord vers le sud, subdivisée en deux langues de terre par le bras de mer de la Rivière de Saint-Philibert et commandant l'entrée dans le Golfe du Morbihan et dans la Rivière d'Auray.
Le littoral côté Rivière d'Auray est assez rectiligne, sauf à la limite nord de la commune (avec Crac'h) au niveau des étangs de Roc'h-Dû, et à un degré moindre au niveau de l'étang de Coët Courzo ; une pointe peu prononcée a facilité la création du port au sud du bourg, au Guilvin. L'extrémité sud de la presqu'île, à partir de la pointe de Kerpenhir et de la plage de Locmariaquer (plage des Pierres-Plates) qui la prolonge vers l'ouest, a un littoral dont le tracé est beaucoup plus sinueux, marqué par la baie assez prononcée située entre le dolmen des Pierres-Plates et la pointe Er-Hourél, celle-ci étant prolongée vers l'ouest par la plage de Saint-Pierre et la pointe Erlong. Enfin à l'ouest, côté Rivière de Saint-Philibert, le littoral qui fait face à l'ouest-sud-ouest est moins sinueux, marqué par la pointe Er Vil et la presqu'île de Kerinis plus au nord qui encadrent la baie peu prononcée de Kerigan.

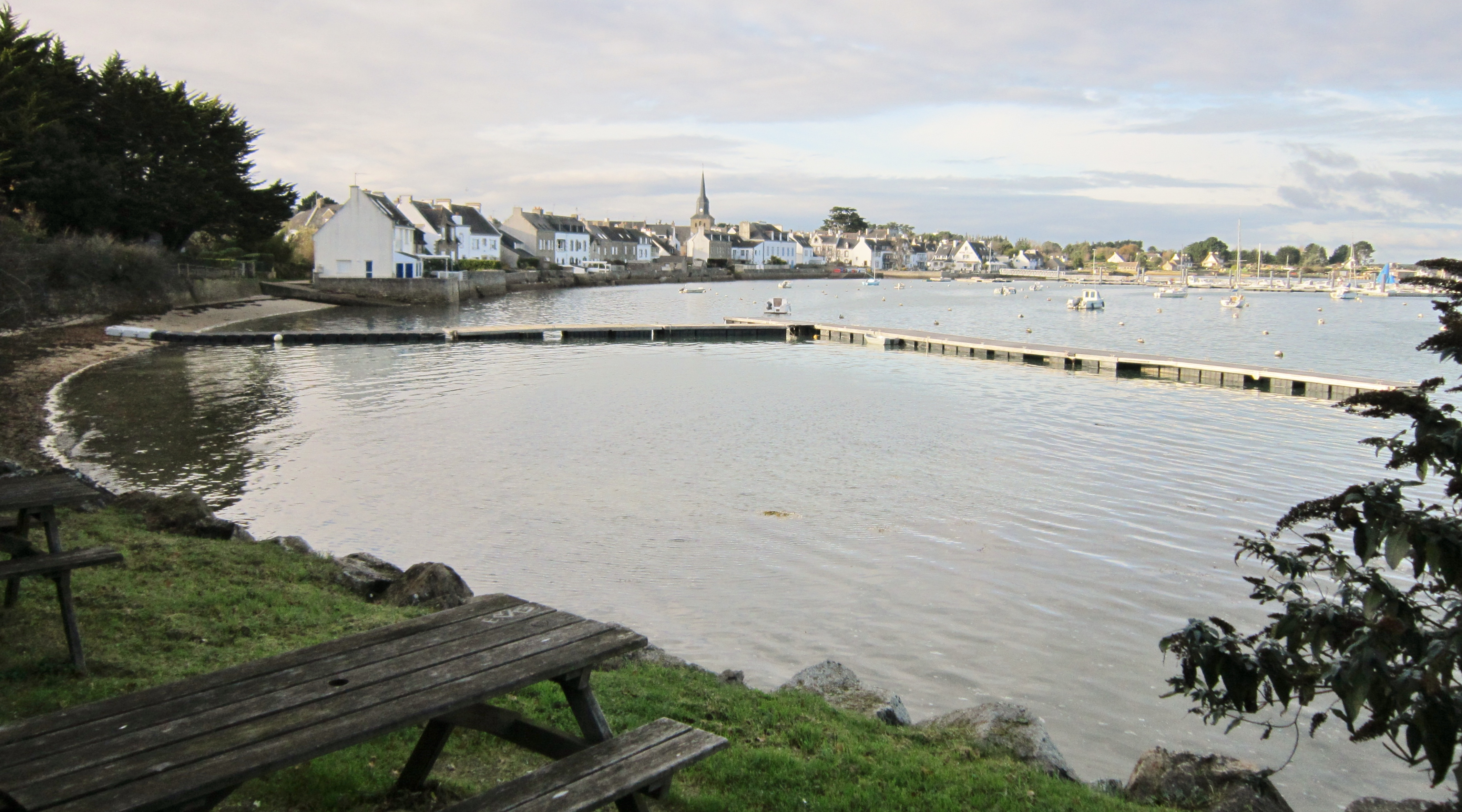
Le bourg de Locmariaquer vu du sud le long de la Rivière d'Auray.
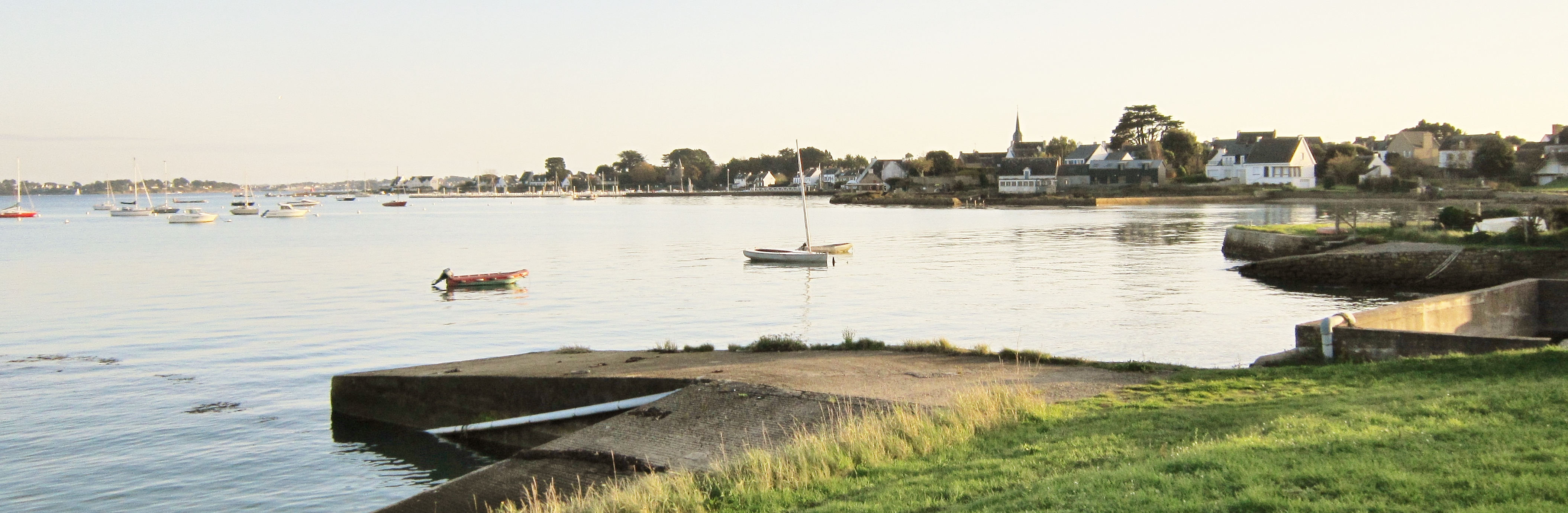
Le bourg de Locmariaquer vu du nord le long de la Rivière d'Auray.
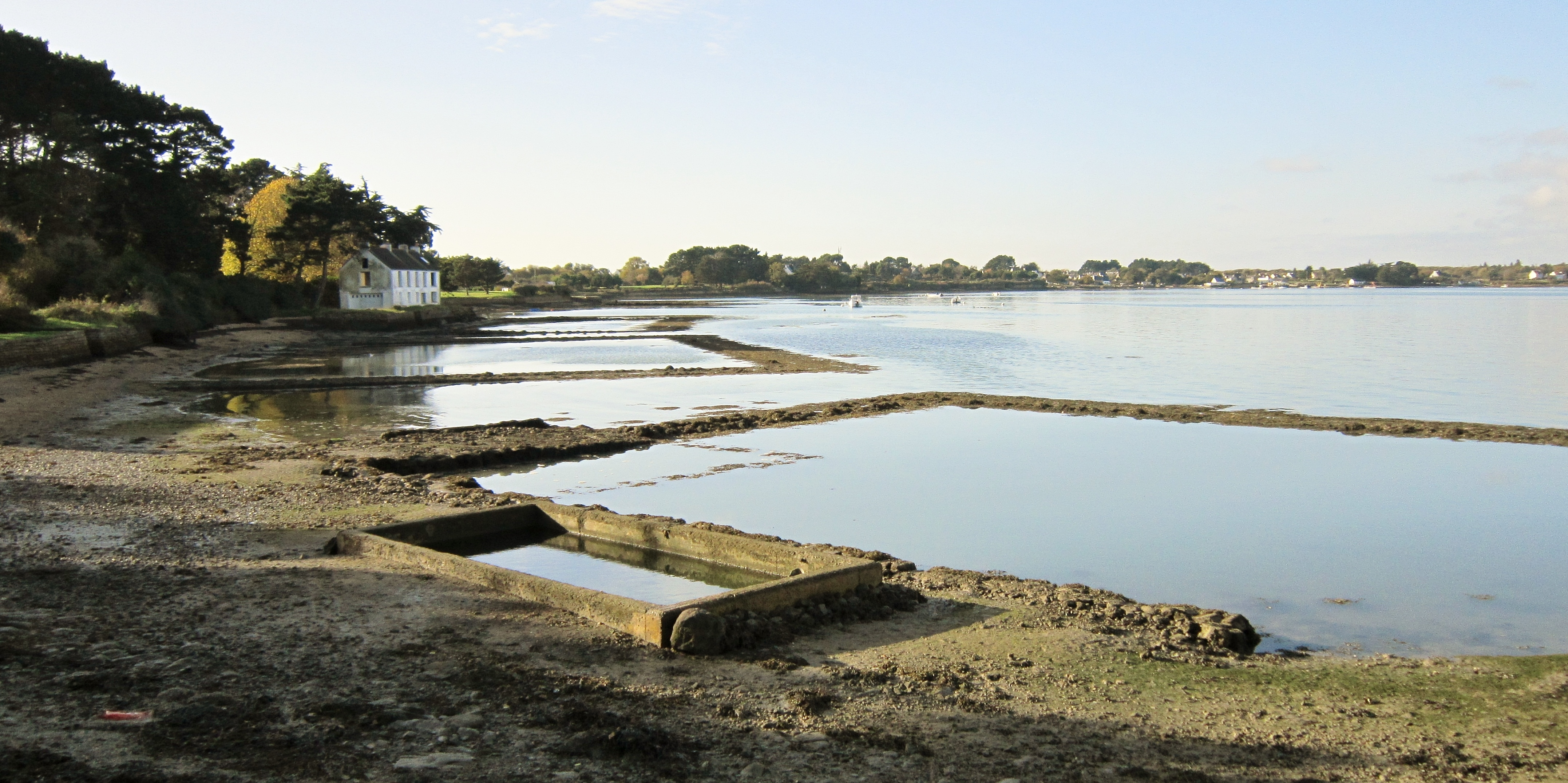
Bassins ostréicoles le long de la Rivière d'Auray (entre le bourg et Kerouarc'h).
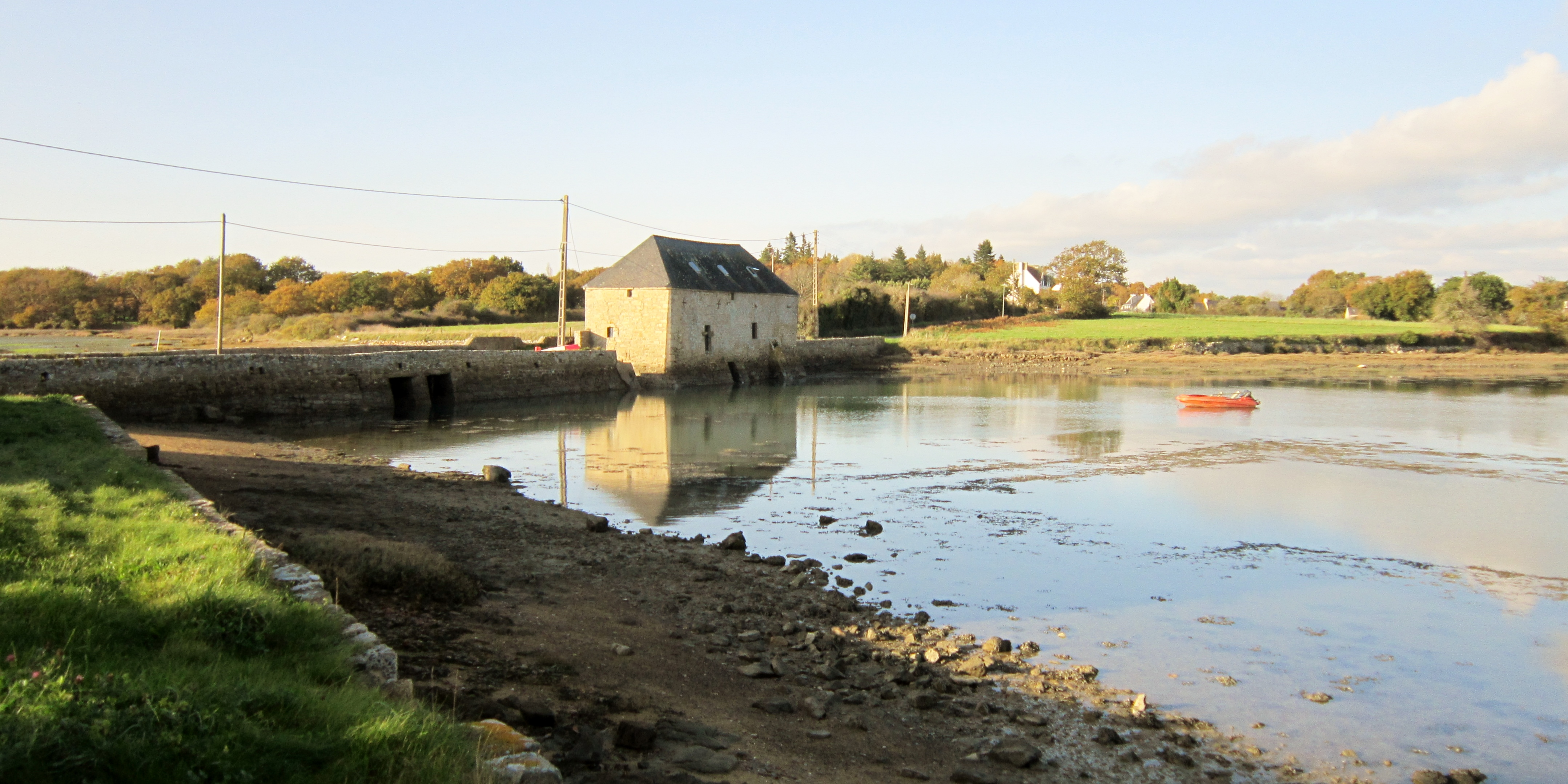
Le moulin à marée de Coët Courzo.

Les altitudes au sein du territoire communal sont basses, atteignant au maximum 20 mètres près du dolmen de Mané-Lud au nord-ouest du bourg, mais étant inférieures à 10 mètres dans la majeure partie du finage communal. Le littoral est lui-même formé d'une côte très basse, soumis à des risques de submersion marine en de nombreux endroits. Il est prolongé par un estran découvrant largement à marée basse et propice à l'ostréiculture, qui s'est développée côte Rivière d'Auray.

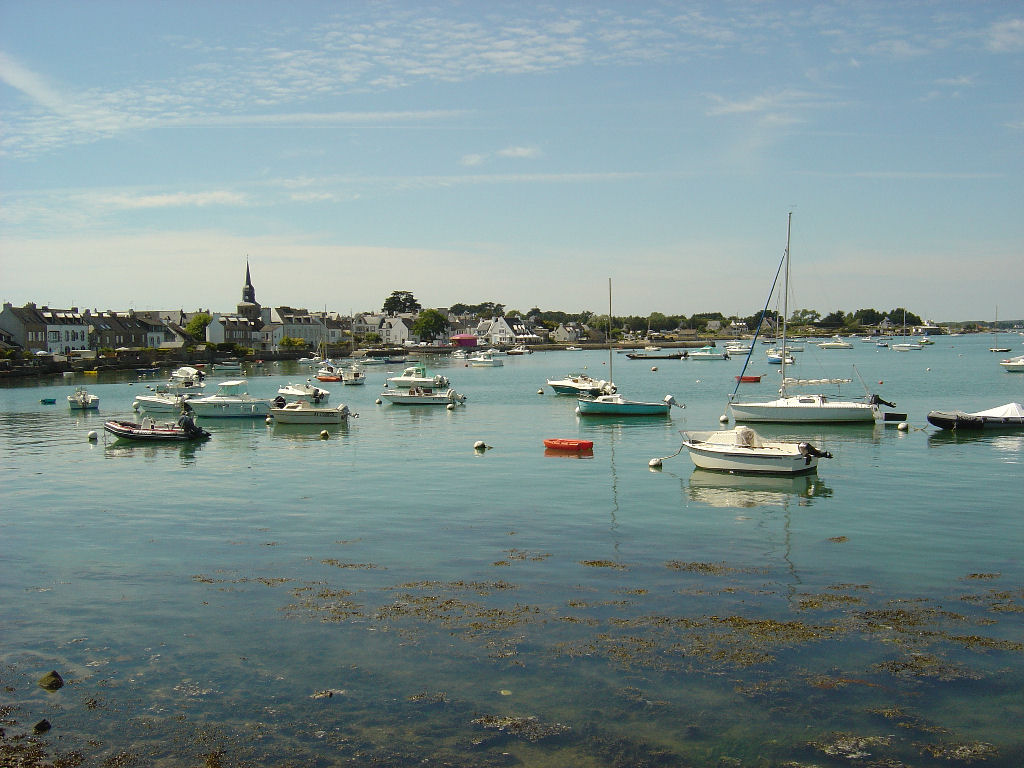
Vue générale du port.
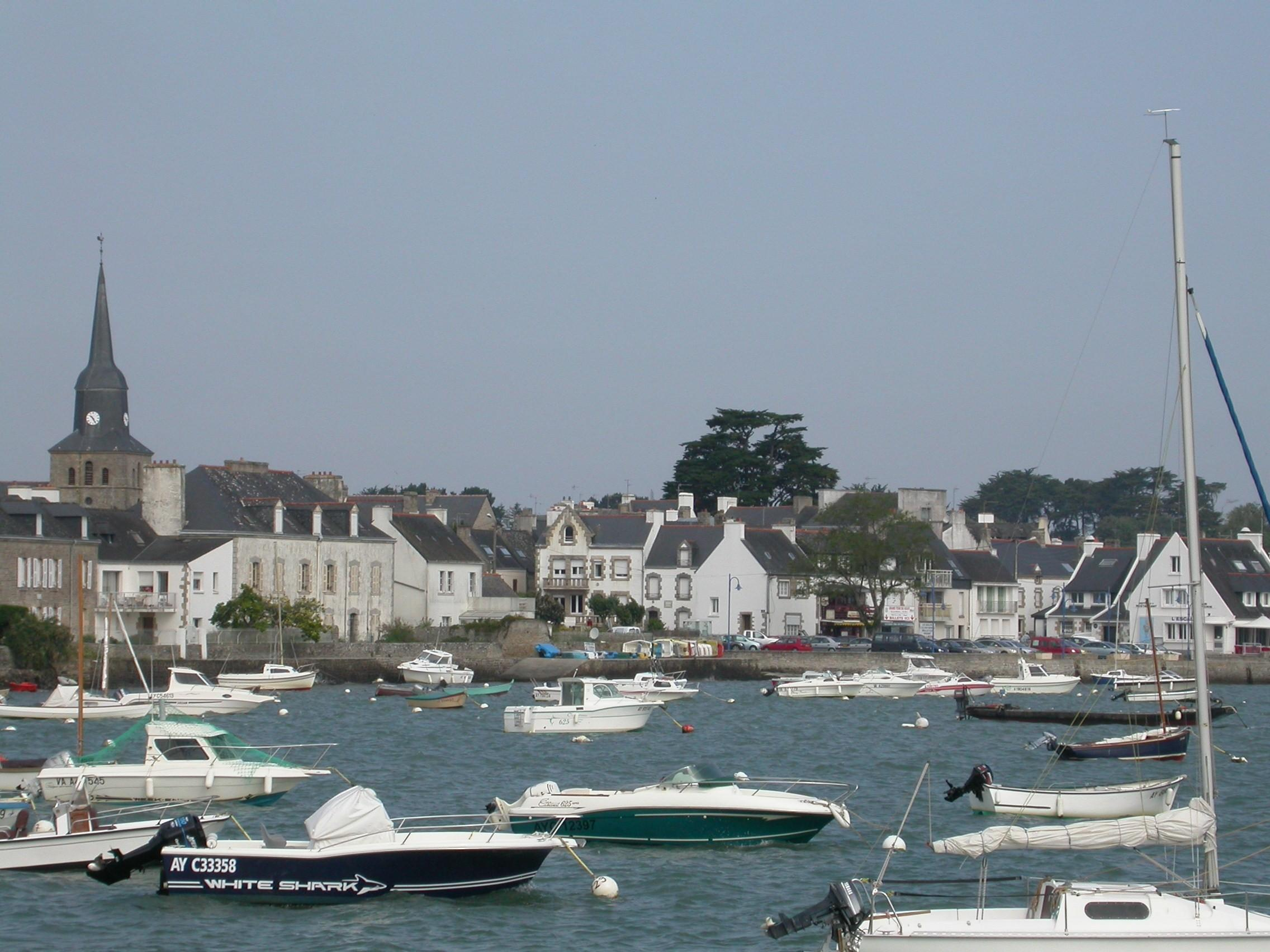
Vue générale du port.
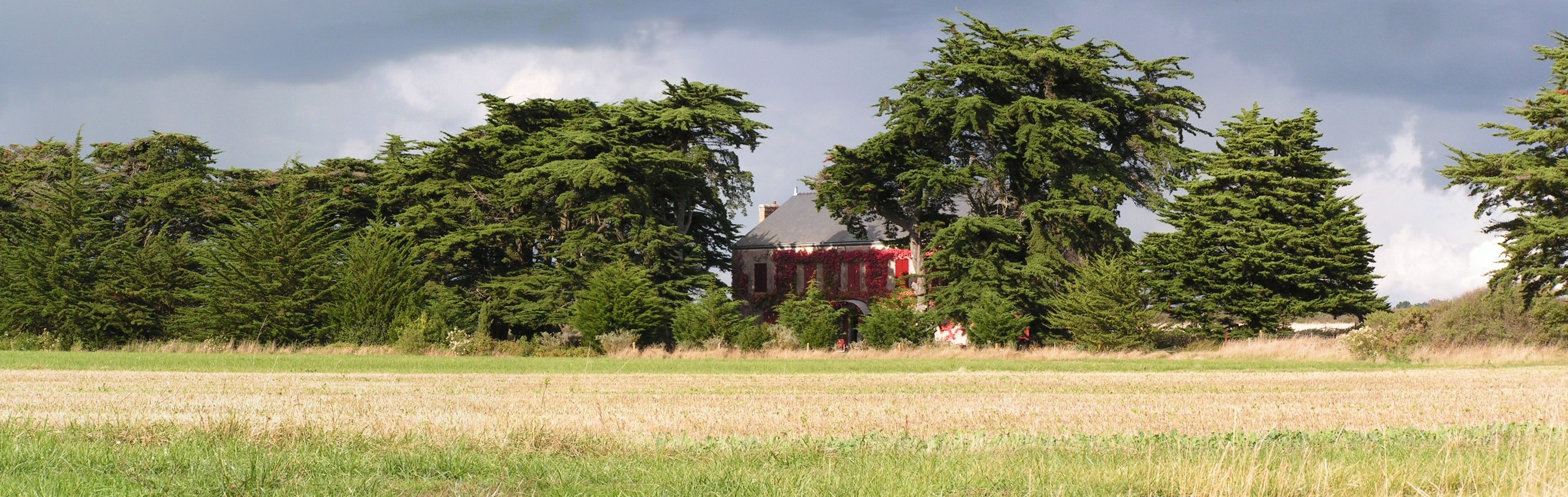
La maison Rose au lieu-dit le Brénéguy
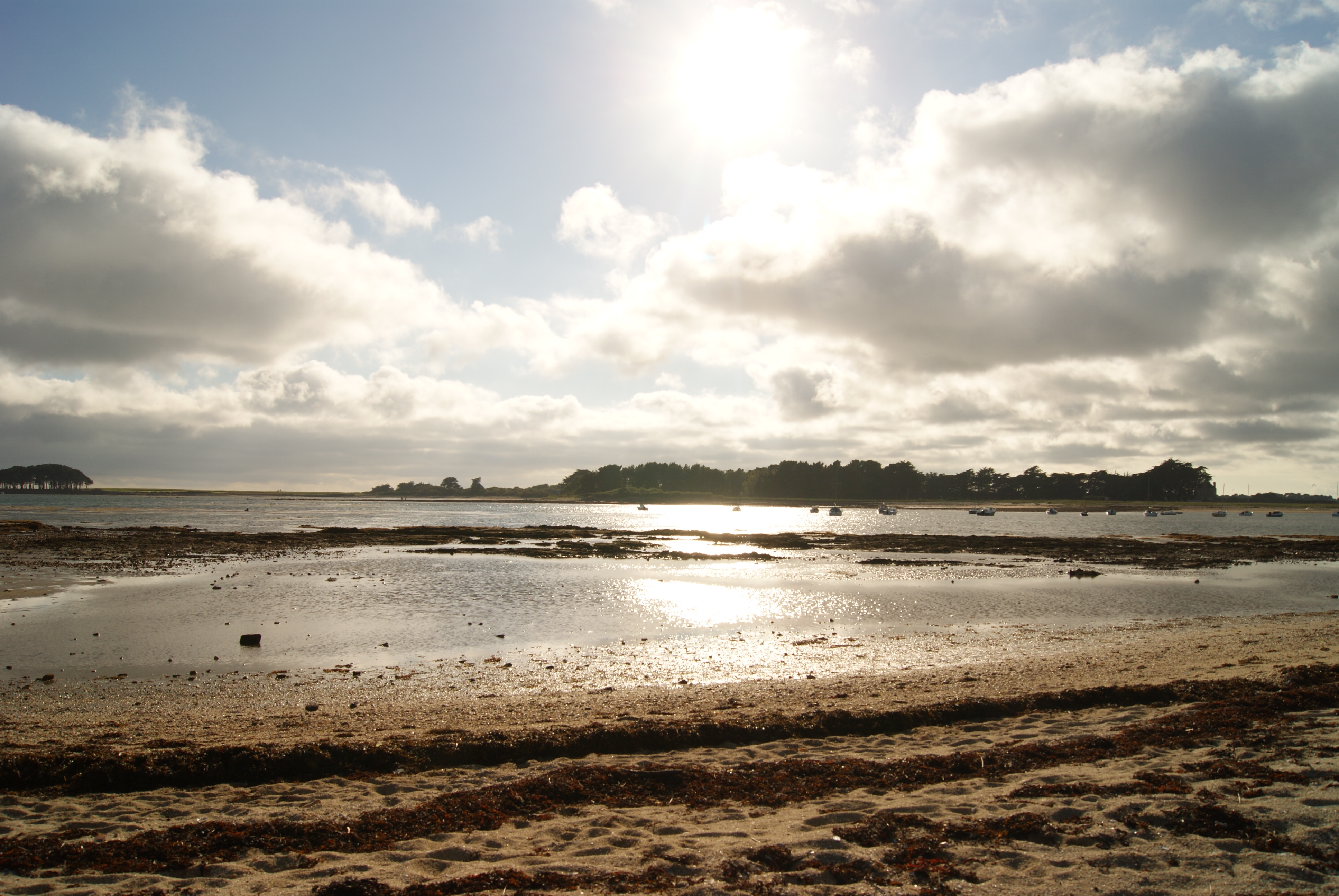
Plage des Pierres-Plates
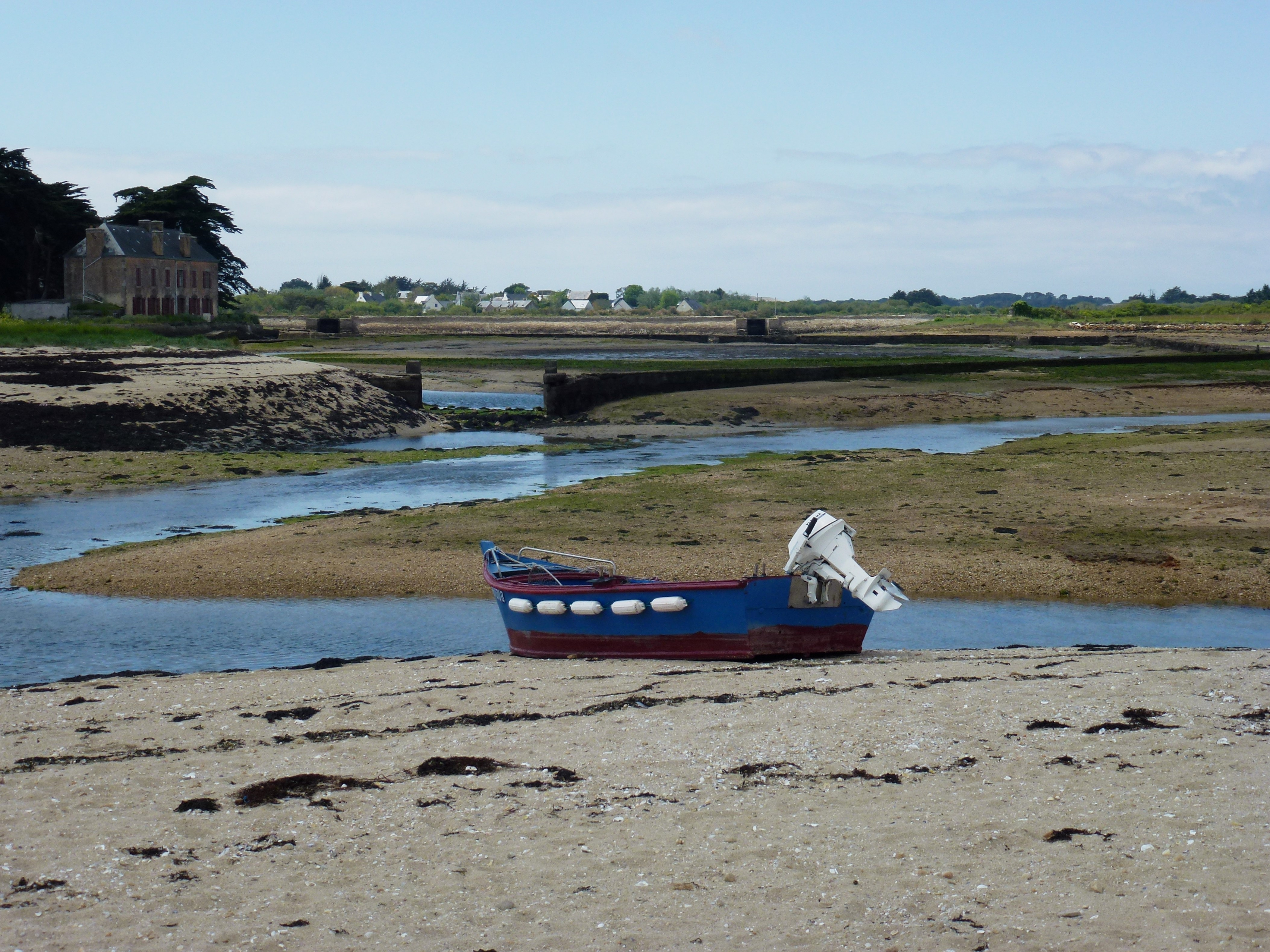
Plage du Toul Keun
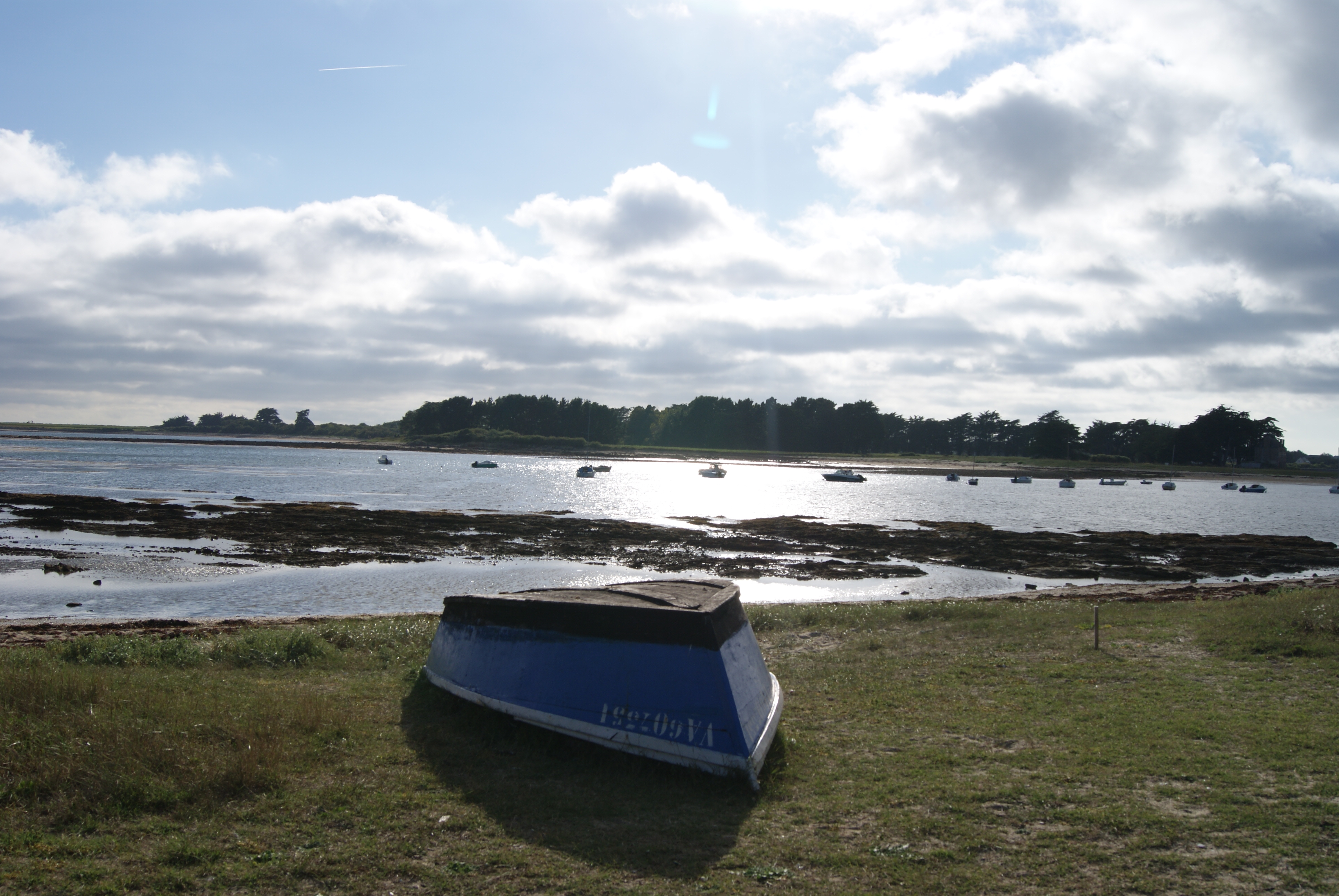
Plage de Kéréré

### Habitat
L'habitat rural traditionnel est dispersé en de nombreux écarts. Les principaux lieux-dits sont : Bellevue, Coët Courzo, Coët Er Roué, Fétan stirec, Keranlay, Kercadoret, Kerdaniel, Keréré, Kergolvan, Kerguerec, Kerhelle, Kerhern, Kerhuiltan, Keriaval, Kerigan, Kerinis, Kerivaud, Kerjean, Kerlavarec, Kerlogonan, Kerlud, Kerouarch, Kerpenhir, Kerveresse, Lann Brick, Lann Y Nis, le Brénéguy, le Guilvin, le Lézard, le Moustoir, le Nélud, le Palud, le Pont Er Lenn, le Vinglé, les Pierres Plates, Locquidy, Mané-Lud, Pointe de Kerpenhir, Pointe Er Hourel, Pointe Erlong, Pointe Er Ville, Pont Er Vugale, Rouick, Saint-Pierre Loperet, Scarpoche et Toul Y Niss.
La rurbanisation s'est développée depuis ces dernières décennies en raison de la forte pression touristique, principalement le long du littoral est (autour de Kerouarc'h, du Nélud, du bourg et jusqu'à Kerpenhir) et aussi à Saint-Pierre Lopérec au sud-ouest. Même des hameaux de l'intérieur de la presqu'île sont concernés comme Kerhern, Kerhel ou encore Kerhéré. Le littoral ouest, plus exposé, est moins concerné, mais n'y échappe pas totalement.

### Transports
Le premier pont de Kerisper permettant de franchir la Rivière de Crac'h et de relier La Trinité-sur-Mer à Crac'h et Locmariaquer via Saint-Philibert fut construit entre 1899 et 1901 (sa construction était réclamée par les habitants de la région depuis des décennies). Ce pont était constitué d'arches en pierres à ses deux extrémités, avec un tablier métallique (type Eiffel) de 100 mètres de long et à voie unique dans sa partie centrale. Ce pont fut détruit par les Allemands le 8 août 1944. Le nouveau et actuel pont de Kerisper a été inauguré en 1956 et a connu une rénovation importante en 2009-2010. Le pont le plus en aval permettant de franchir la Rivière d'Auray est celui de la Route nationale 165 juste au sud de l'agglomération d'Auray.
Locmariaquer est desservi par la voie express RN 165, en empruntant depuis Auray la D 28 via Crac'h, puis la D 781 (ancienne Route nationale 781) qui vient, via le pont de Kerisper, de La Trinité-sur-Mer.
Le sentier littoral GR 34 longe une bonne partie du littoral communal, côté est et sud ; il n'existe pas toutefois côté ouest de la presqu'île car il s'interrompt au niveau du hameau de Saint-Pierre.
Pendant la période scolaire, de septembre à juin, le service Ti’bus est mis en place par la commune Auray Quiberon Terre Atlantique. Elle dessert tous les jours les bourgs, commerces de proximité, plages et campings de Crac’h, Locmariaquer et Saint-Philibert ainsi que les connexions avec la ligne de bud BreizhGo n°1 à destination d’Auray (dont correspondance avec le Tire-Bouchon à la gare SNCF), de Carnac, La Trinité-sur-Mer et Plouharnel.
Le village est desservi par différentes compagnies maritime : 
- Le Passeur des iles permettant d'aller à Port-Navalo
- La compagnie Navix permettant d'aller à Vannes, Port-Navalo, Auray/Le Bono, La trinité sur mer, au Palais, Houat, Hoêdic, au Croisic, au Crouesty à Etel.

### Hydrographie
Pour un article plus général, voir Réseau hydrographique du Morbihan.
La commune est située dans le bassin Loire-Bretagne. Elle est drainée par divers petits cours d'eau,.

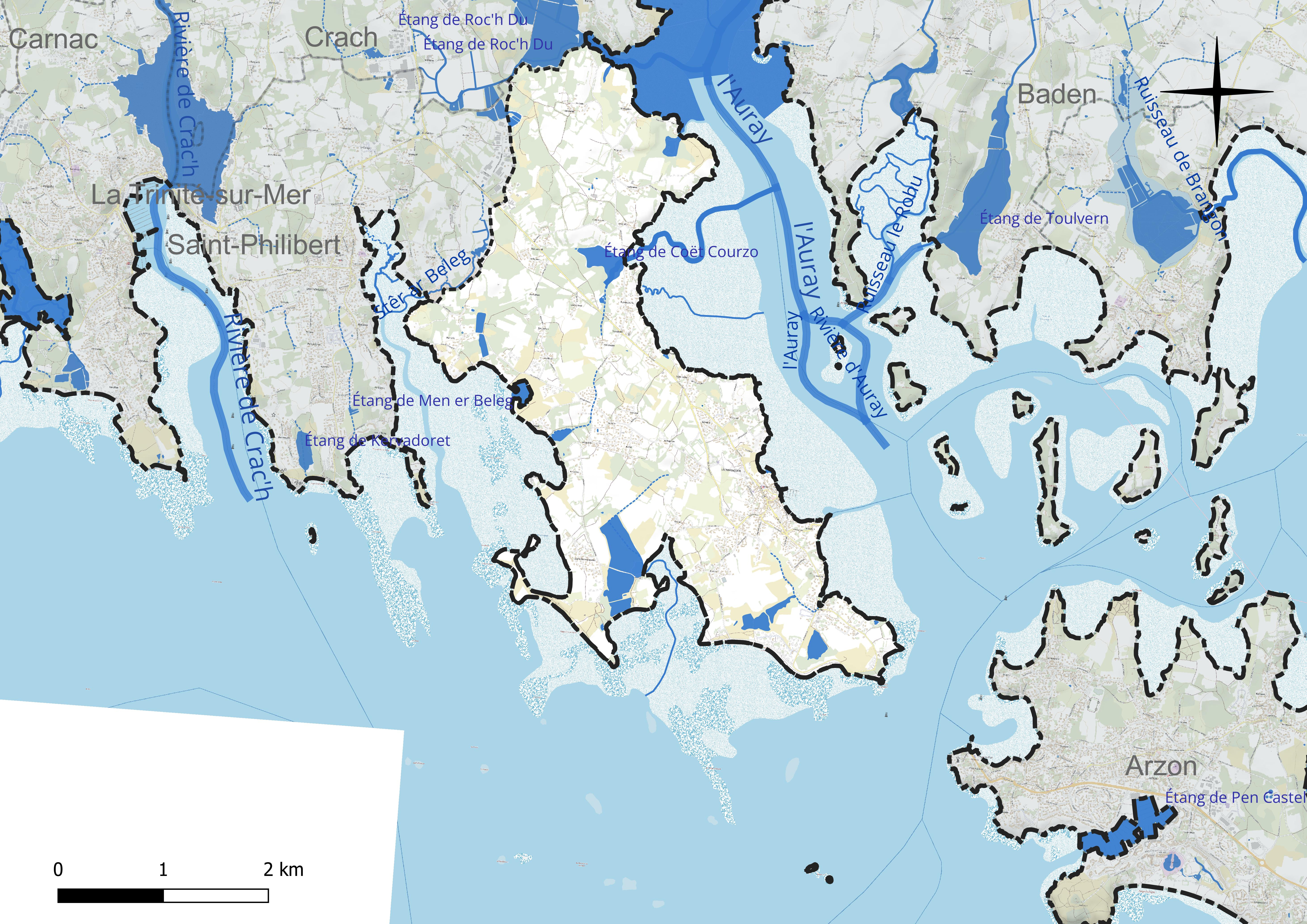
Réseau hydrographique de Locmariaquer.

Un plan d'eau complète le réseau hydrographique : l'étang de Coët Courzo (7,84 ha),.

### Climat
Pour des articles plus généraux, voir Climat de la Bretagne et Climat du Morbihan.
En 2010, le climat de la commune est de type climat océanique franc, selon une étude du CNRS s'appuyant sur une série de données couvrant la période 1971-2000. En 2020, Météo-France publie une typologie des climats de la France métropolitaine dans laquelle la commune est exposée à un climat océanique et est dans la région climatique  Bretagne orientale et méridionale, Pays nantais, Vendée, caractérisée par une faible pluviométrie en été et une bonne insolation. Parallèlement l'observatoire de l'environnement en Bretagne publie en 2020 un zonage climatique de la région Bretagne, s'appuyant sur des données de Météo-France de 2009. La commune est, selon ce zonage, dans la zone « Littoral doux », exposée à un climat venté avec des étés cléments.  
Pour la période 1971-2000, la température annuelle moyenne est de 12,2 °C, avec une amplitude thermique annuelle de 11,5 °C. Le cumul annuel moyen de précipitations est de 830 mm, avec 12,9 jours de précipitations en janvier et 6,5 jours en juillet. Pour la période 1991-2020, la température moyenne annuelle observée sur la station météorologique la plus proche, située sur la commune de Larmor-Baden à 4 km à vol d'oiseau, est de 12,8 °C et le cumul annuel moyen de précipitations est de 872,2 mm,. Pour l'avenir, les paramètres climatiques de la commune estimés pour 2050 selon différents scénarios d'émission de gaz à effet de serre sont consultables sur un site dédié publié par Météo-France en novembre 2022.

## Toponymie
La commune est appelée Locmariaquer [lɔkmaʁjakɛʁ] (nom officiel, utilisé en français) ou Lokmaria-Kaer [lo(k)maʁjakɛːʁ] (nom breton),.
Ce toponyme provient du breton et est composé de trois éléments : lok (« lieu saint », du latin locus), Maria (référence à la Vierge Marie, sainte chrétienne), et kaer (« beau ») et signifie "le Lieu de Marie en la baronnie de Kaër",,,.

## Urbanisme

### Typologie
Au 1er janvier 2024, Locmariaquer est catégorisée commune rurale à habitat dispersé, selon la nouvelle grille communale de densité à sept niveaux définie par l'Insee en 2022.
Elle est située hors unité urbaine et hors attraction des villes,.
La commune, bordée par l'océan Atlantique, est également une commune littorale au sens de la loi du 3 janvier 1986, dite loi littoral. Des dispositions spécifiques d’urbanisme s’y appliquent dès lors afin de préserver les espaces naturels, les sites, les paysages et l’équilibre écologique du littoral, tel le principe d'inconstructibilité, en dehors des espaces urbanisés, sur la bande littorale des 100 mètres, ou plus si le plan local d’urbanisme le prévoit.

### Occupation des sols
L'occupation des sols de la commune, telle qu'elle ressort de la base de données européenne d’occupation biophysique des sols Corine Land Cover (CLC), est marquée par l'importance des territoires agricoles (58,5 % en 2018), en diminution par rapport à 1990 (61,8 %). La répartition détaillée en 2018 est la suivante : 
zones agricoles hétérogènes (39,6 %), zones urbanisées (17,8 %), terres arables (12,6 %), milieux à végétation arbustive et/ou herbacée (10,3 %), espaces verts artificialisés, non agricoles (7,9 %), prairies (6,3 %), forêts (3,6 %), zones humides côtières (1,4 %), zones industrielles ou commerciales et réseaux de communication (0,4 %). L'évolution de l’occupation des sols de la commune et de ses infrastructures peut être observée sur les différentes représentations cartographiques du territoire : la carte de Cassini (XVIIIe siècle), la carte d'état-major (1820-1866) et les cartes ou photos aériennes de l'IGN pour la période actuelle (1950 à aujourd'hui).

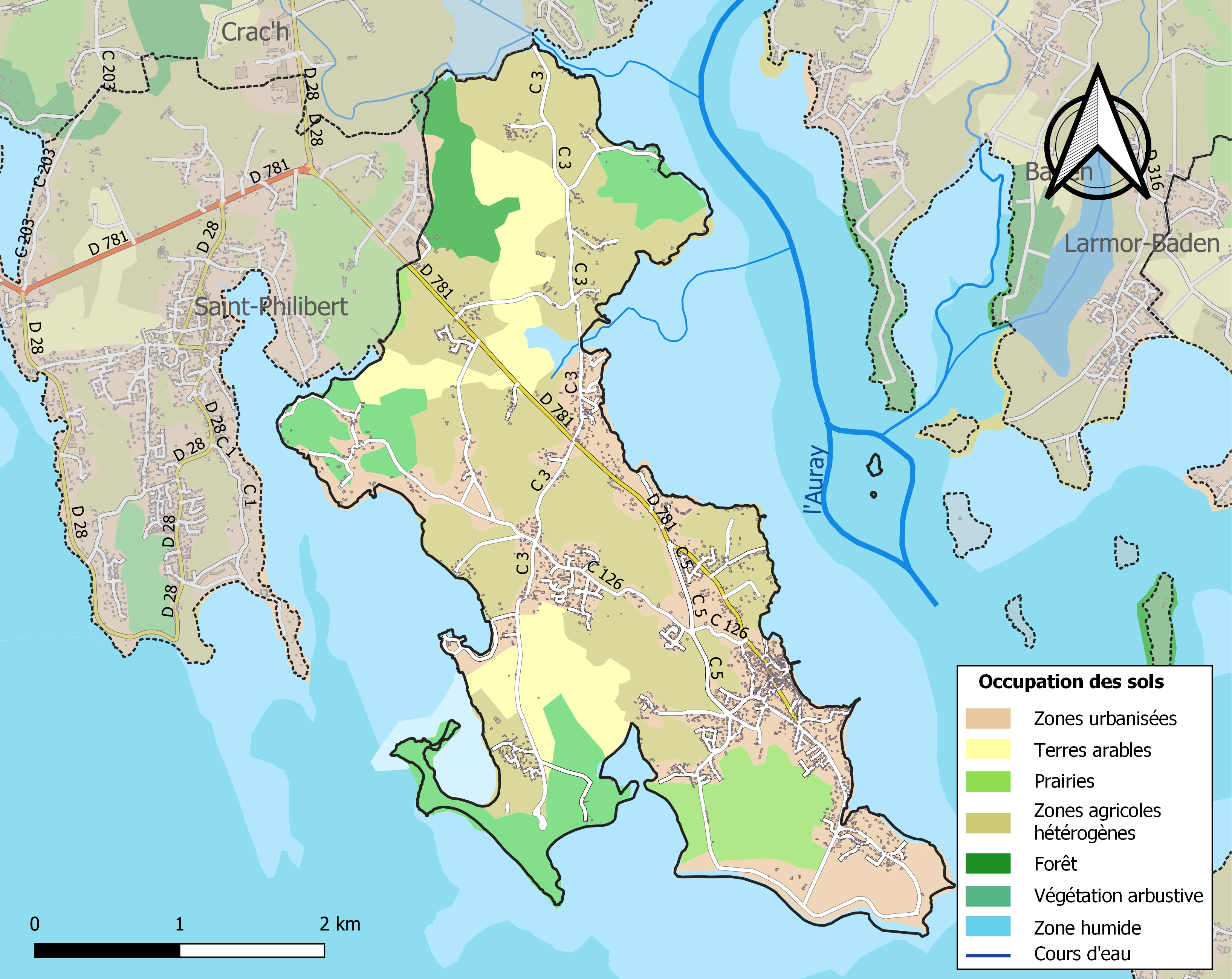
Carte des infrastructures et de l'occupation des sols de la commune en 2018 (CLC).

## Histoire

### Préhistoire

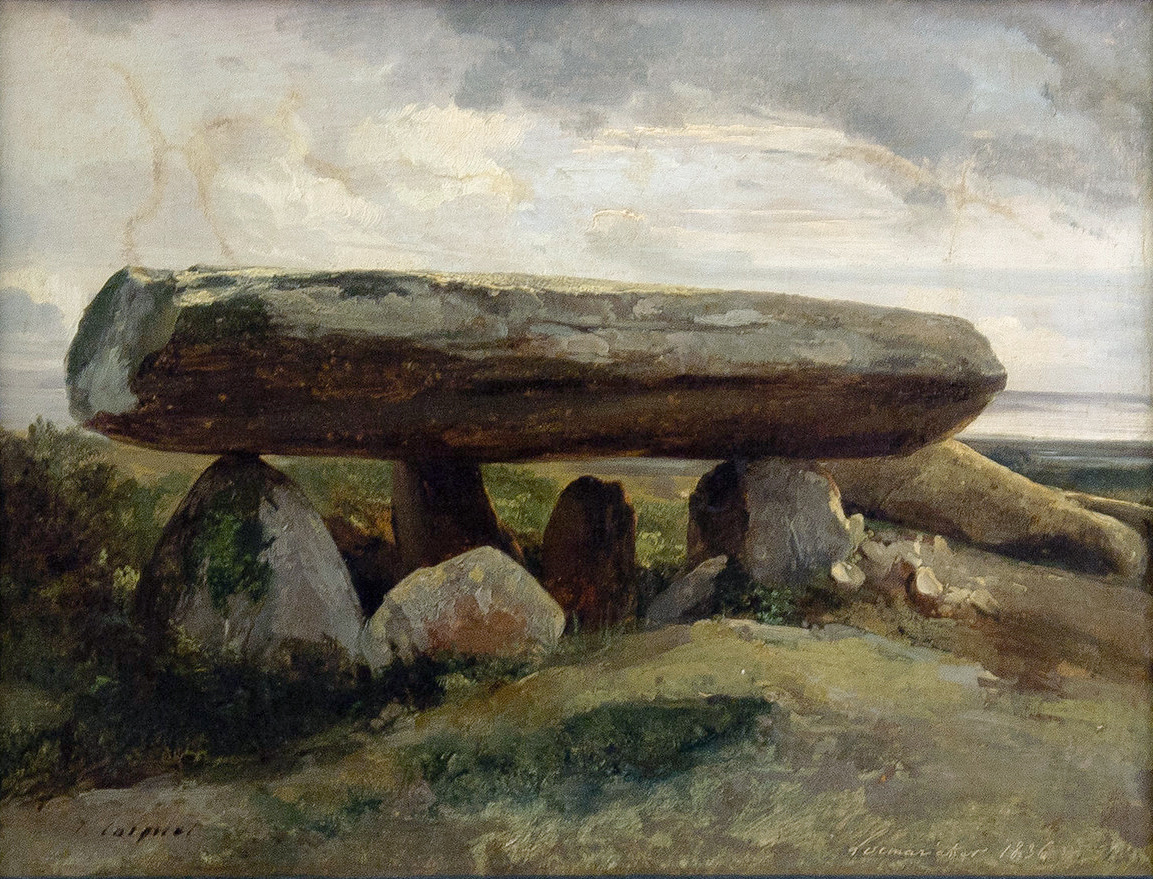
Jules Coignet : Dolmen à Locmariaquer (1836).

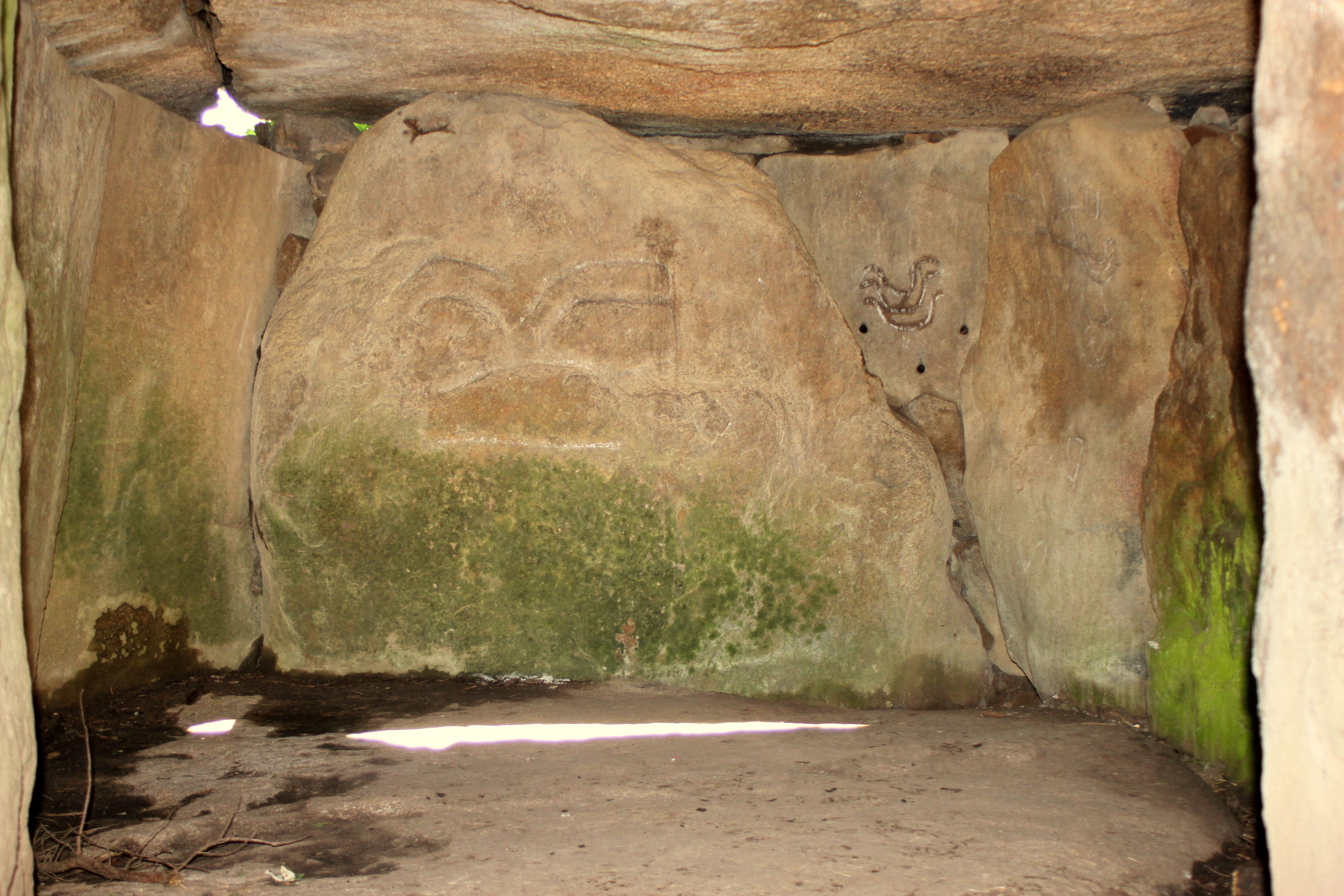
Le cachalot gravé de profil sur la dalle de chevet de la chambre de Mané-Lud renvoie au rapport au monde marin qu'ont les derniers chasseurs-cueilleurs mésolithiques qui coexistent avec les premières communautés agricoles néolithiques du littoral atlantique.

Il existe à Locmariaquer des traces de la charnière mésolithique/néolithique et d'agriculture précoce (indices de défrichement et de céréaliculture vers 8 000 BP). Haut lieu du mégalithisme armoricain, le site est marqué par la variété et l'abondance de monuments mégalithiques (tumulus carnacéens, allées couvertes, dolmens, menhirs). La destruction de beaucoup de ces monuments est signalée par le président de Robien qui visite le site de 1727 à 1737, et en préside les fouilles : démantèlement et recyclage dès le Néolithique, pillage par les chercheurs de trésors, réemploi par les paysans à des fins plus utilitaires (construction de leur maison, clôtures de champs), transfert, matériau de construction pour les monuments font partie des grandes causes de leur utilisation anthropique jusqu'au XXe siècle, sans oublier les destructions naturelles. Ainsi la construction de la maison de ville d'Auray, de la Chartreuse d'Auray et du Mausolée de Cadoudal font appel aux pierres et dolmens de Locmariaquer. Après les grandes fouilles entreprises par la Société polymathique du Morbihan à partir des années 1860, l'État prend conscience de leur valeur patrimoniale. Il acquiert en 1882 les principaux mégalithes de Locmariaquer pour en assurer la conservation, et les fait inscrire sur la liste des monuments historiques protégés en 1889.
Au début du XXe siècle, l'archéologue morbihannais Zacharie Le Rouzic entreprend des fouilles plus scientifiques que ses prédécesseurs, simples amateurs ou antiquaires. À partir des années 1960, le regain d'intérêt de la part des élus locaux comme des services gestionnaires, conduit à de nouvelles campagnes de fouilles.

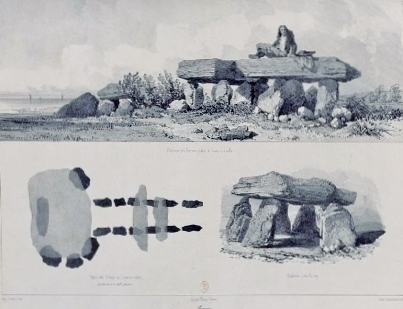
La "Table de César" et le dolmen des Pierres Plates (Voyages pittoresques et romantiques dans l'ancienne France, par Charles Nodier, Justin Taylor et Alphonse de Cailleux, 1845).
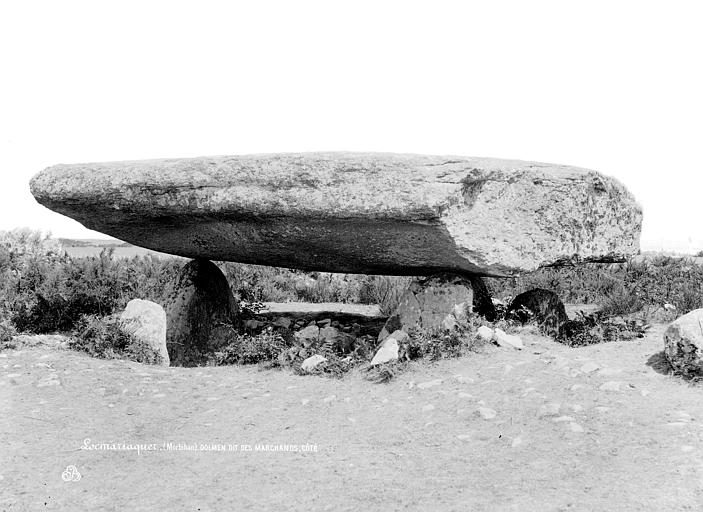
La "Table des Marchand" (photographie de Séraphin-Médéric Mieusement, 1893).
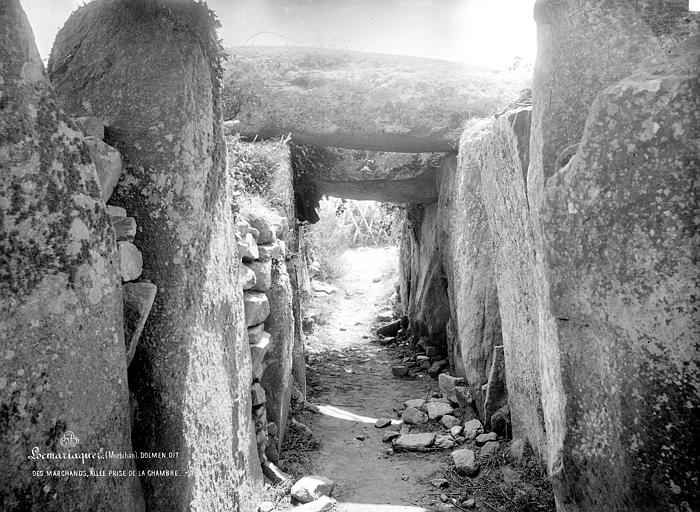
Intérieur de la "Table des Marchand" (photographie de Séraphin-Médéric Mieusement, 1893).
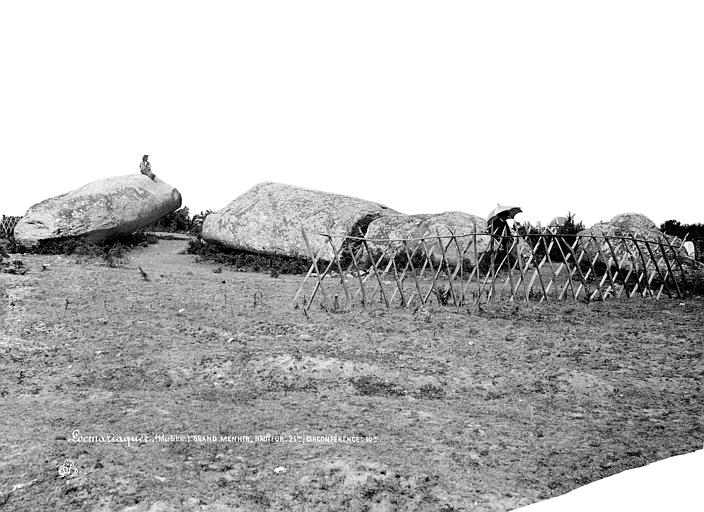
Le Grand menhir brisé d'Er Grah (photographie de Séraphin-Médéric Mieusement, 1893).
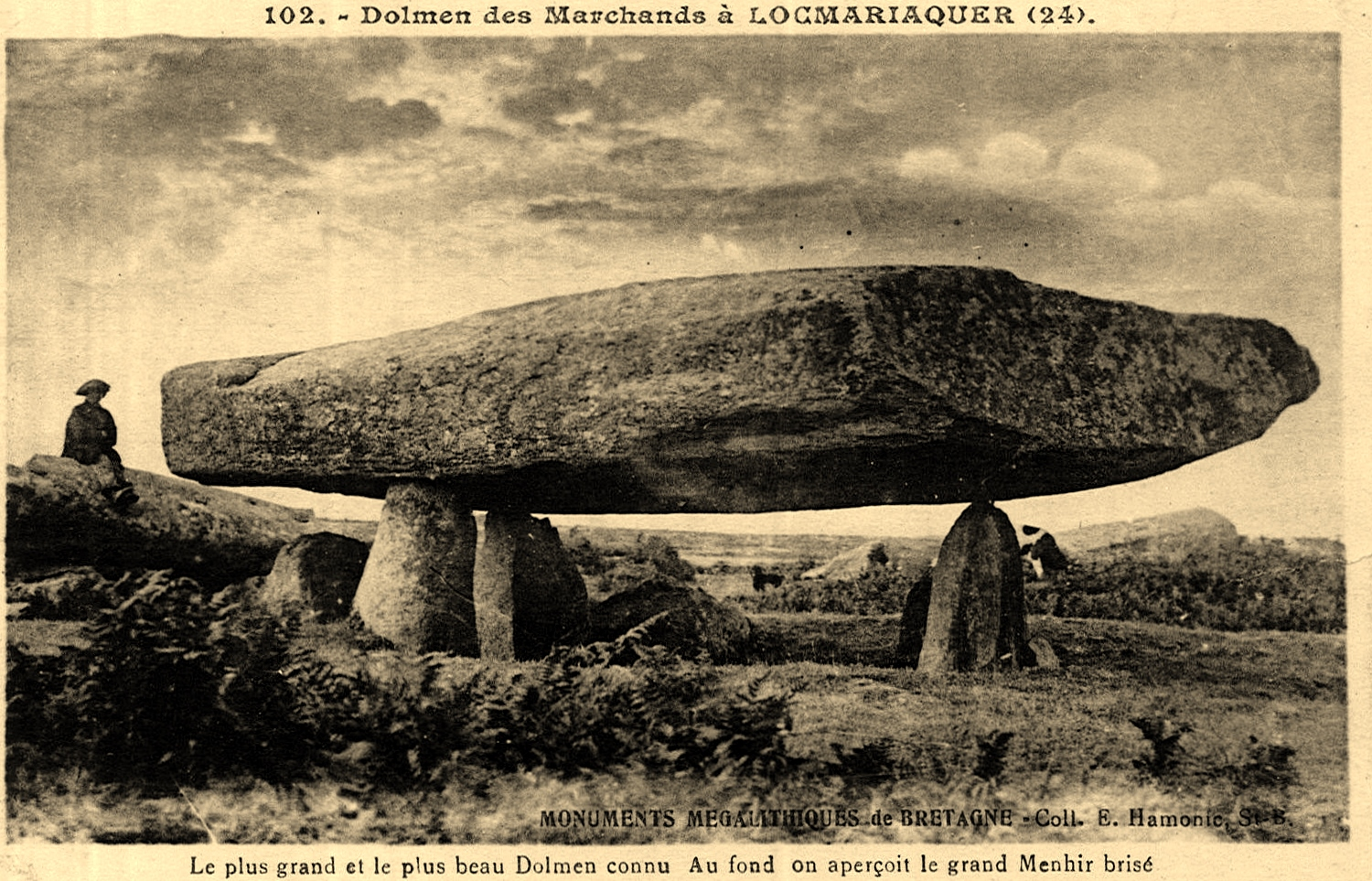
Émile Hamonic : La "Table des Marchand" vers 1910 (carte postale).
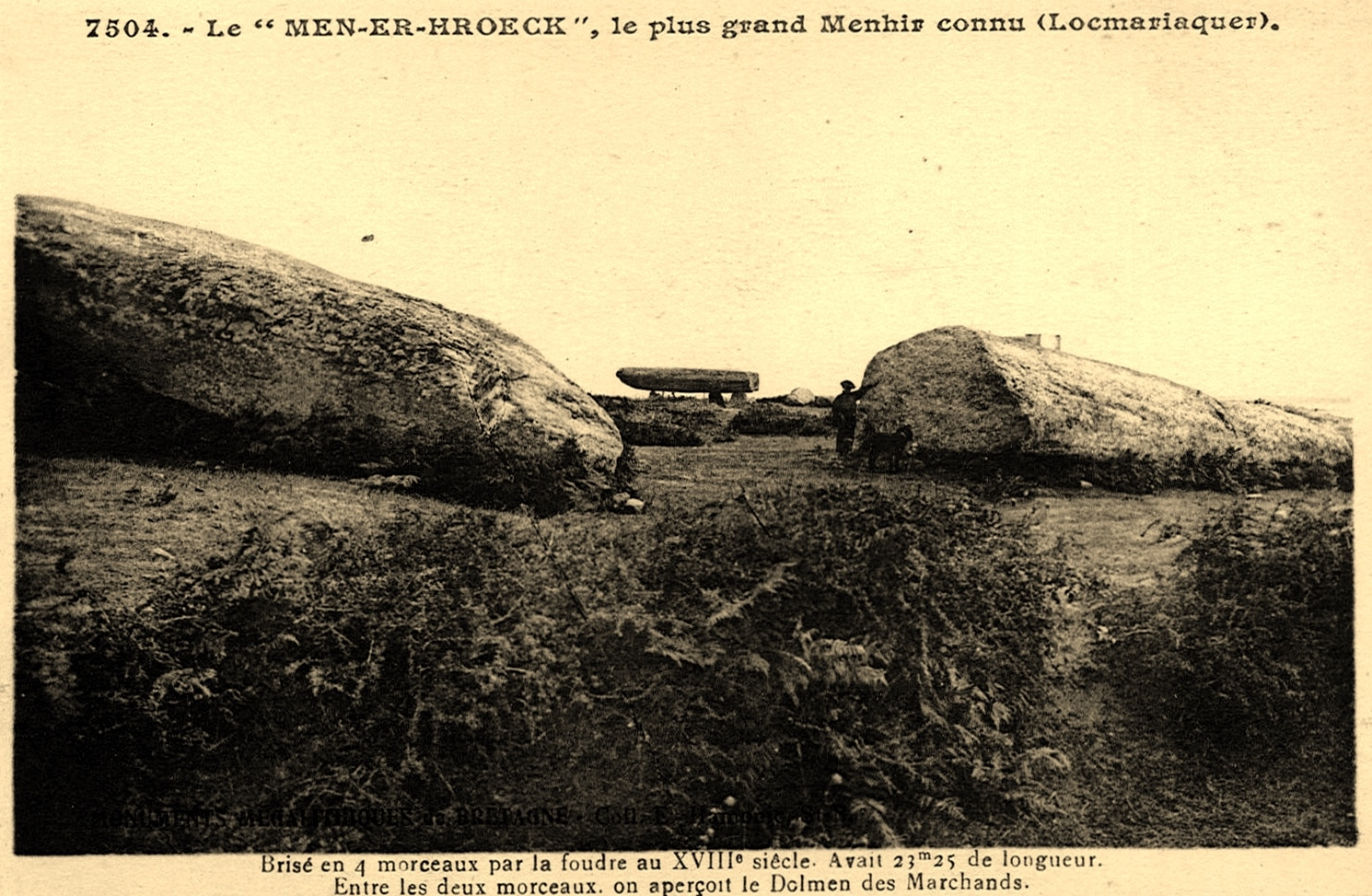
Émile Hamonic : Le "Grand menhir brisé d'Er Grah" (carte postale, vers 1910).
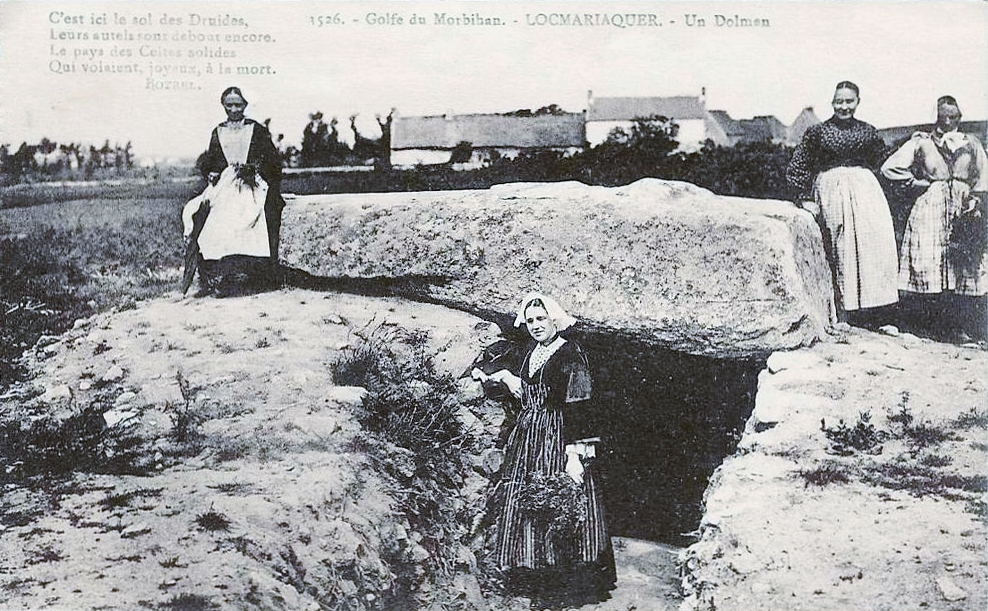
Carte postale d'Henri Laurent attribuant vers 1910 les dolmens de Locmariaquer aux druides.

### Antiquité

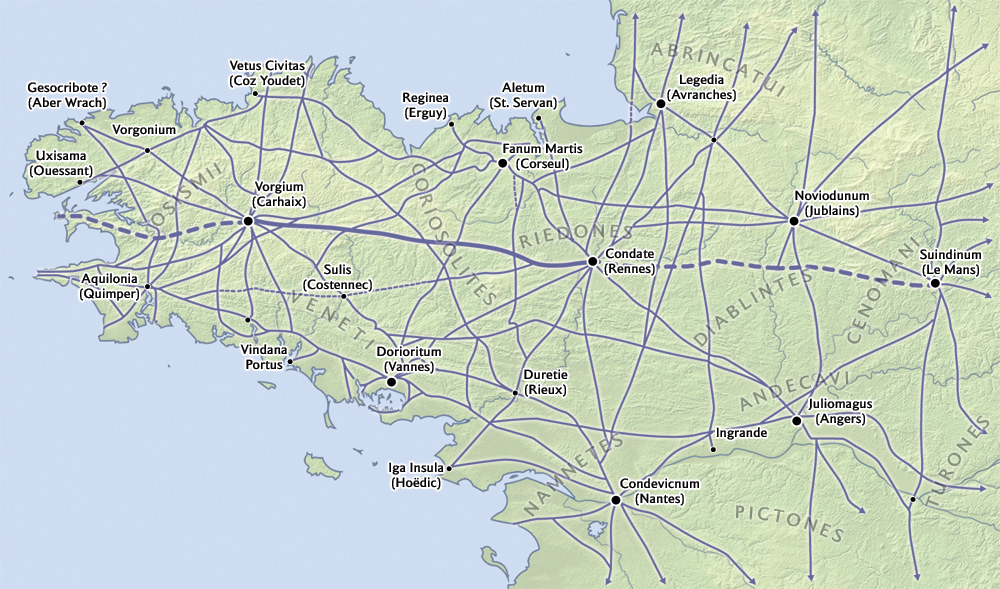
Carte des principales voies romaines en Armorique. L'identification de Vindana Portus à Locmariaquer est probable.

Un dépôt de pièces datant de la fin du IIIe siècle est découvert en 1676 à Locmariaquer ; il était fort, dit-on, de 50 000 pièces.
Des vestiges gallo-romains sont mis au jour par le président de Robien à l'est et au sud de Locmariaquer au cours du XVIIIe siècle. D'autres sont découverts en 1809 près de la chapelle Saint-Michel, à Er-Hastel
Un fanum gallo-romain est identifié par Gustave de Closmadeuc en 1885 dans une parcelle à Parc-er-Belec. Des fouilles conduites en 1893 par François Mahé permirent de découvrir les ruines d'un cirque romain au centre du cimetière. Depuis, de nouvelles recherches indiquent des thermes, un mur, d'autres murets et sépultures, ainsi qu'un port et des quais marchands qui reposent sous d'épais sédiments marins. La localité est probablement la Vindana Portus (littéralement le « port sacré ») du géographe Ptolémée, une ville importante des Vénètes à l'époque gallo-romaine,.

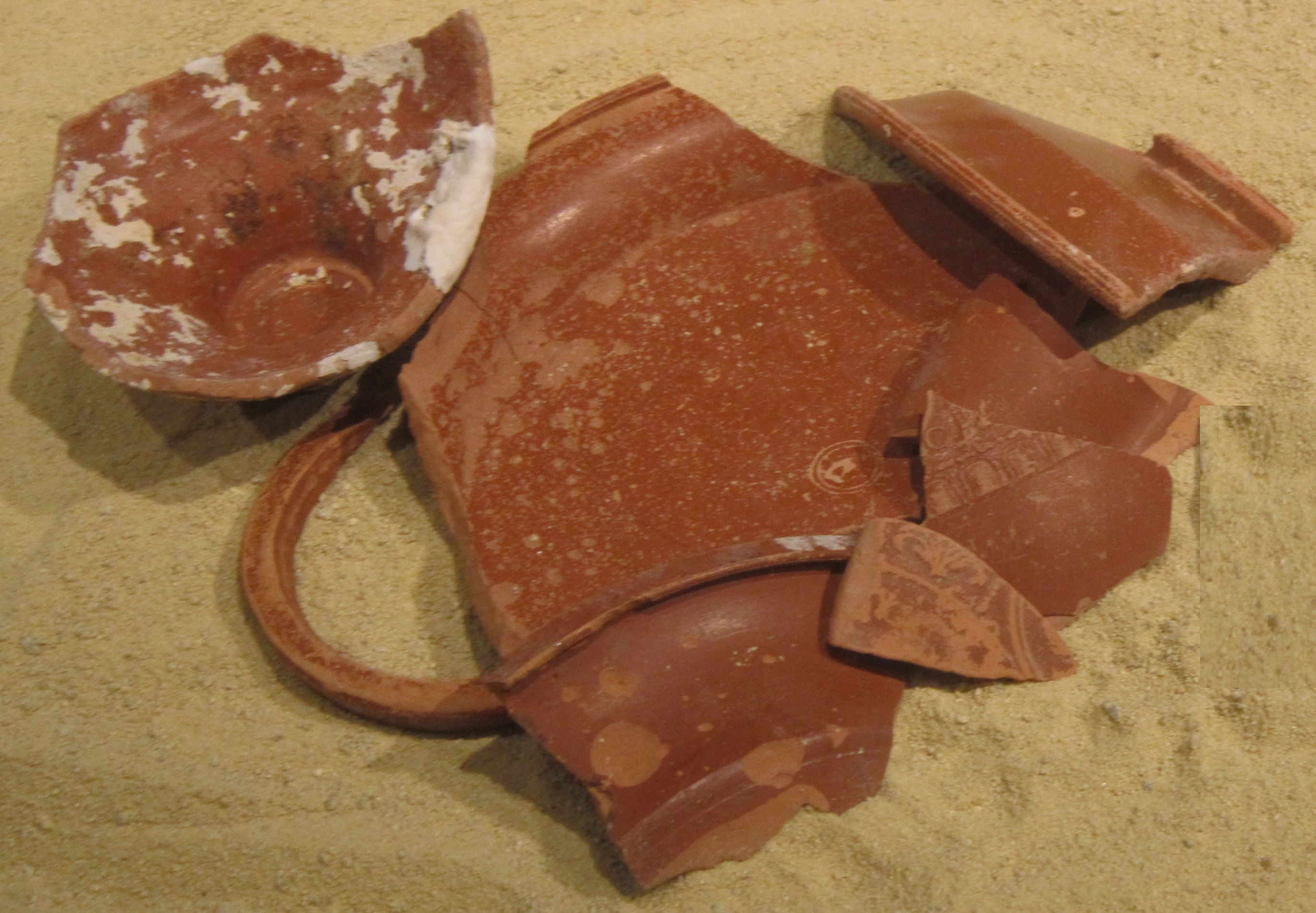
Céramiques sigillées trouvées à proximité du port antique de Locmariaquer.
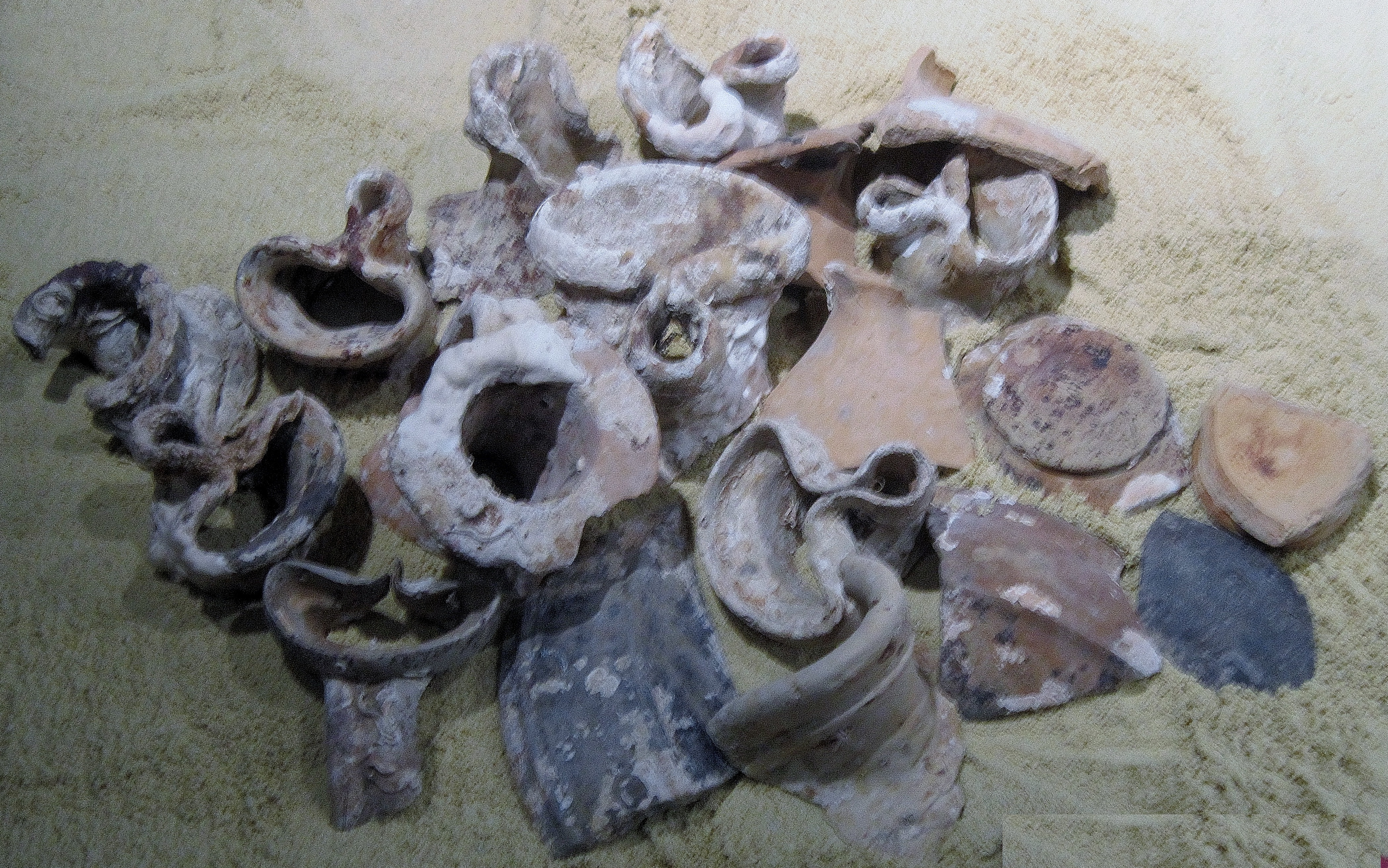
Débris de céramiques trouvés à proximité du port antique de Locmariaquer.
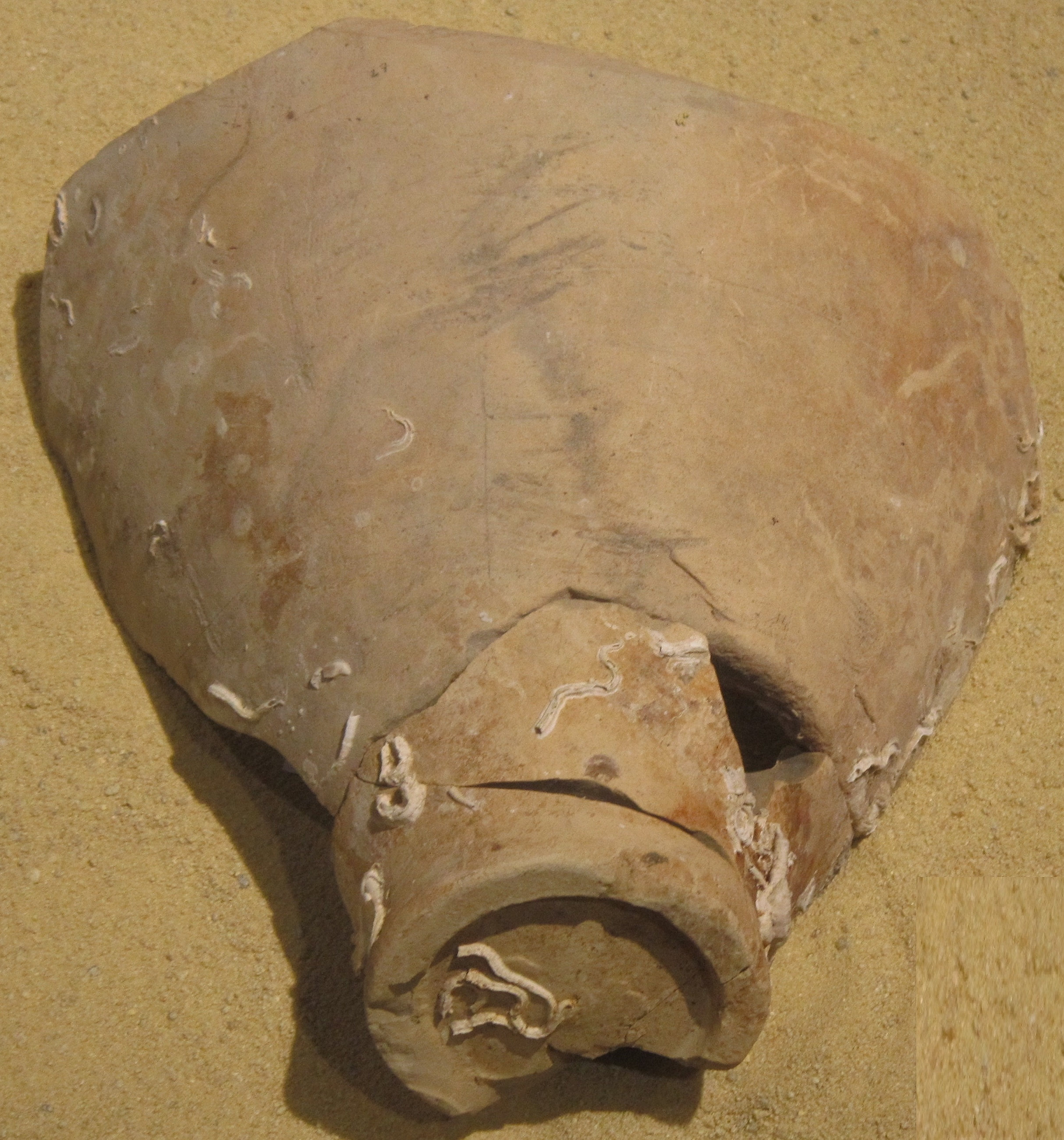
Amphore gauloise trouvée à proximité du port antique de Locmariaquer.

### Moyen-Âge
André-Yves Bourgès avance l'hypothèse que Locmariaquer a pu être un lieu de résidence du roi breton Waroch, qui régna entre 577 et 594 après J.-C.. Vers 854 la cité de Kaër est offerte par le roi Erispoë à l'abbaye Saint-Sauveur de Redon (un quartier situé au nord de la commune porte le nom de Moustoir, ce qui laisse supposer que les moines y auraient fondé un établissement monastique, mais aucune source ni trace archéologique ne le confirme). Kaër est ravagé par les Vikings au début du Xe siècle.
Kaër semble avoir été une paroisse primitive de la Bretagne, comprenant notamment des îles du Golfe du Morbihan (y compris l'Île-aux-Moines) et s'étendant sur le continent jusqu'à Arradon et Baden, démembrée par la suite en plusieurs paroisses (l'église Notre-Dame est construite au XIe siècle et c'est alors que la nouvelle paroisse prend le nom de Plebs Kaër et par la suite de Villa sanctæ Mariæ de Caër, puis au XIVe siècle de Locus Mariae de Kaër) ; elle aurait aussi été le siège (au château du Plessis-Kaër, situé désormais dans la commune de Crac'h) d'une importante seigneurie s'étendant jusqu'aux portes de Vannes.
En 1420 à Locmariaquer se trouvait le manoir de Rezené, qui appartenait au sieur de Keraër ; la baronnie de Kaër disposait du droit de haute, moyenne et basse justice.

### Temps modernes
En 1548 une flotte anglaise composée de 24 vaisseaux de ligne et de 12 frégates pilla les îles d'Houat, d'Hœdic et le bourg de Locmariaquer. « La majeure partie des maisons fut brûlée et l'ennemi emporta tout ce qu'il y a de meilleur, outre soixante mille livres en vin. Il n'y eut qu'un navire français qui se présenta devant cette flotte pour la défense de son pays. Il combattait une journée entière et une partie du lendemain, et fut pris le soir : il était de la paroisse de Poldavi ».

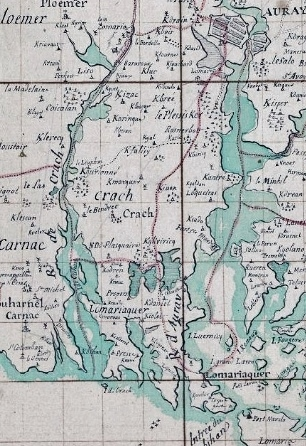
Carte de Crach et Locmariaquer publiée en 1710.

En 1665 on envisagea d'établir à Locmariaquer les chantiers de la Compagnie des Indes, mais finalement Port-Louis fut préféré.
Jean-Baptiste Ogée décrit ainsi Locmariaquer en 1778 :

« Lomariaquer (Locmariaker) : petit port de mer, à 3 lieues deux-tiers à l'ouest-sud-ouest de Vannes, son évêché ; à 24 lieues de Rennes et à deux lieues un quart d'Auray, sa subdélégation et son ressort. Cette paroisse relève du roi et compte 2 000 communiants. (...) Les terres de Lomariaquer sont très bien cultivées et fertiles en grains de toutes espèces. »

Locmariaquer appartenait sous l'Ancien Régime à la sénéchaussée d'Auray et au doyenné de Poubelz (subdivision du diocèse de Vannes), dont le siège se trouvait dans la paroisse de Belz.
Les Anglais débarquent à nouveau à Locmariaquer vers 1759 pendant la guerre de Sept Ans à la suite de la bataille des Cardinaux.
Jean-Baptiste Ogée indique qu'une statue de Vénus, en or, d'environ un pouce et demi de hauteur, fut trouvée en 1750 au nord du bourg et offerte par les habitants au président de Robien. En 1778 la chapelle Saint-Michel appartenait à Paul-Christophe de Robien, fils du précédent, lequel l'avait achetée à la paroisse et fait reconstruire.
D'autres chapelles existaient (celles de Saint-Philibert, de Saint-Pierre (dans le hameau de Loperech) et de Saint-Gildas du Moustoir), ainsi qu'une chapellenie de Tous les Saints.

### Révolution française
En 1790 Locmariaquer est érigé en commune (qui englobe alors Saint-Philibert) et devient même chef-lieu d'un canton comprenant aussi notamment les communes de Crac'h et de Carnac et appartement au district d'Auray.

### LeXIXesiècle
Un décret de 1829 décide que « les pilotes de Locmariaquer et de Port-Navalo feront à tour de rôle l'entrée des bâtiments [dans le Golfe du Morbihan] jusqu'à destination ; ceux de l'île aux Moines et de l'île d'Ars feront aussi, à tour de rôle, la sortie des bâtiments ».
Le 9 octobre 1836 le brick Jeune-Uranie, venant de Marseille et se dirigeant vers Honfleur, chargé de marbre et de nacre, en train de faire naufrage, parvint à être rentré dans le port de Locmariaquer où il resta à quai pendant de longs mois dans l'attente de réparations.
A. Marteville et P. Varin, continuateurs d'Ogée, décrivent ainsi Locmariaquer en 1843 :

« Locmariaker : commune formée de l'ancienne paroisse de ce nom ; aujourd'hui succursale ; contrôle et recette des douanes ; syndicat des gens de mer. (...). Principaux villages : Kerpenhir, Keréré, Hellut, Kerlud, Kerhelle, Kerlaval, Loperech, Kerlevarec, Kerelvan, Kerinis, Kerdréan, Kernevellic, Saint-Philibert, sur la paroisse de ce nom, garantie des vents de sud-ouest par la pointe d'Er Bellec, Kercadoret, Coët-er-Rouis, Kernevert (une ancienne tour qui sert d'amer pour entrer dans le port de la Trinité). Superficie totale : 1 804 hectares, dont (...) terres labourables 913 ha, prés et pâturages 283 ha, marais [nombre d'ha non lisible], jardins potagers 30 ha, mares et étangs 33 ha, landes et incultes 436 ha. Moulins : 2, à vent, dans le bourg même. Cette commune forme une espèce de presqu'île allongée du nord au sud. Le bras de mer de Saint-Philibert y pénètre profondément. Les côtes, généralement peu élevées, sont quelquefois couvertes à l'époque des grandes marées, dans les parties les plus basses. Le goulet qui donne passage aux eaux de l'archipel du Morbihan est situé entre la pointe de Kerpenhir et la pointe Er Flamienn en Arzon, dans la presqu'île de Rhuys. Il y a pardon le lundi de la Pentecôte. (...) Les terres, bien cultivées, produisent le gros froment. Elles sont presque entièrement soumises à la coutume du domaine congéable ; les rentes convenancières y sont très élevées ; les édifices s'y vendent à des prix exorbitants. (...) Les habitants y sont marins ou cultivateurs ; ils vivent mieux que dans les paroisses de l'intérieur ; mais le pays étant dégarni de bois, la privation du combustible se fait vivement sentir dans les classes pauvres. (...) Il y a aujourd'hui à Locmariakaër quarante à quarante-deux navires caboteurs. Géologie : constitution granitique. On parle le breton du dialecte de Vannes. »

Le 3 janvier 1848 le trois-mâts anglais La Cybèle, de Londres, qui avait été victime d'un abordage par un autre navire, après avoir erré en mer en piteux état, finit par être pris en remorque par le Tayac, un navire nantais, qui parvint à le faire accoster dans le port de Locmariaquer.
Le 6 novembre 1853 une centaine de personnes, principalement des femmes, se rassemblèrent sur le port de Locmariaquer pour s'opposer au chargement d'une vingtaine d'hectolitres de froment qui devaient être embarqués à destination de Vannes. Cet événement illustre les pénuries alimentaires qui avaient sévi les années précédentes.
Le 6 mars 1856 cinq hommes et deux femmes de Locmariaquer, qui étaient partis dans une chaloupe couper du goémon à la Pointe de Kerpéner [Kerpenhir] furent victimes d'un chavirage ; seules les deux femmes furent sauvées par un bateau de Port-Navalo. Le 28 janvier 1857 c'est le chasse-marée Les Trois Sœurs, de Locmariaquer, qui coula au large de Dunkerque, ; ce naufrage fit trois morts et trois survivants.
Une épidémie de choléra sévit à Locmariaquer entre le 11 et le 26 avril 1866 et une épidémie de variole en 1869, laquelle fit dans la commune 160 malades, dont 50 moururent.
En 1875 est voté le projet de construction d'une maison d'école-mairie dont la commune était encore dépourvue.
En 1892 est voté le projet de loi tendant à distraire de la commune de Locmariaquer la section de Saint-Philibert pour l'ériger en commune distincte. La création de la commune de Saint-Philibert avait déjà failli aboutir en 1874, le Conseil municipal de Locmariaquer ayant alors donné son accord, le subordonnant notamment à la jouissance en commun des habitants des deux localités des goémons de rive, point sur lequel « il n'a pas été possible d'arriver à une entente ».

### Les huîtres de Locmariaquer

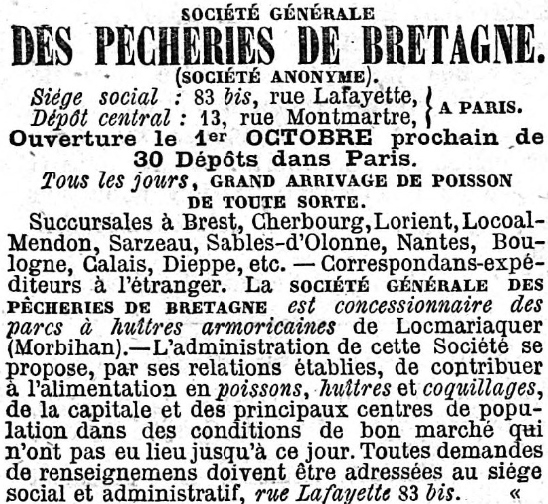
Annonce publicitaire de la "Société générale des Pêcheries de Bretagne" en 1872.

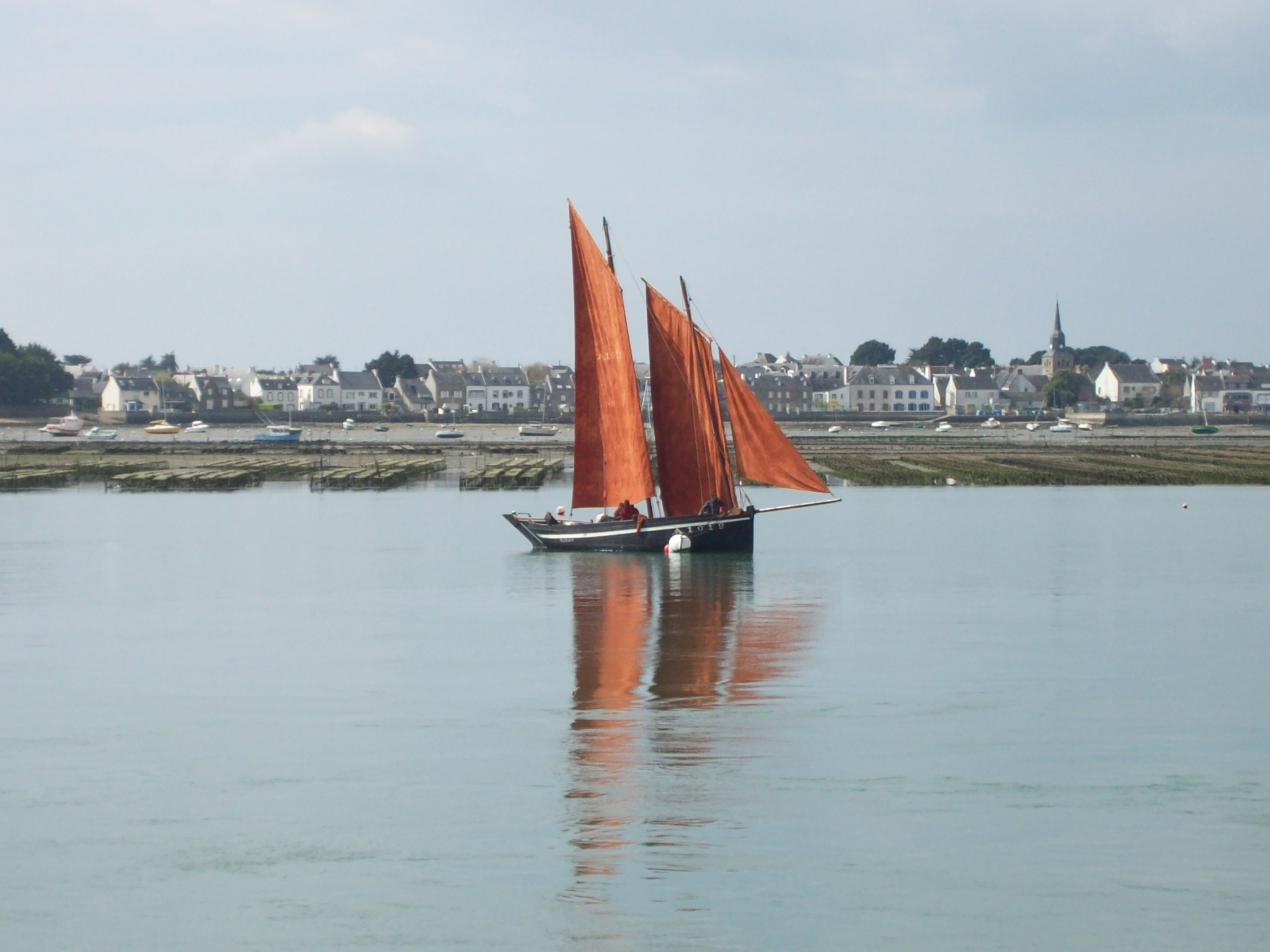
Un sinagot devant des parcs à huîtres et, à l'arrière-plan, la ville de Locmariaquer.

Si les Romains de l'Antiquité connaissaient déjà les gisements naturels de l'huître plate (Ostrea edulis), il a fallu attendre la fin du XIXe siècle pour voir apparaître l'ostréiculture. Alfred d'Aunay a écrit en 1873 un long article décrivant la récolte des huîtres et les débuts de leur élevage en Rivière d'Auray.

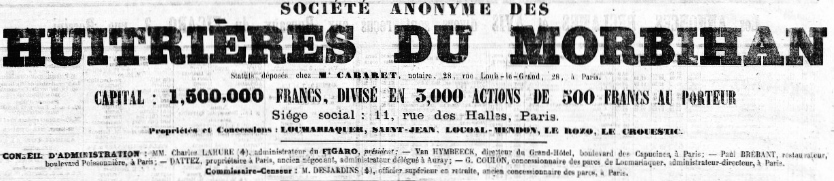
Titre de la publicité parue en 1873 dans le journal Le Figaro lors de la création de la Société anonyme des huîtrières du Morbihan.

La commune de Locmariaquer fut alors considérée comme le berceau de l'huître plate. Les premières concessions, en rivière d'Auray furent délivrées en 1872, année de la création de la ""Société générale des Pêcheries de Bretagne" qui possédait 8 parcs à huîtres et est rebaptisée "Société des huîtrières du Morbihan" en 1873, mais fut déclarée en faillite le 24 janvier 1879 ; plusieurs de ses responsables furent condamnés par la justice en 1882. L'établissement ostréicole d'Ange Blancho, qui remonte à 1874, est cité lors de l'exposition universelle de 1889 pour l'excellente qualité de ses « huîtres armoricaines ». Auparavant on se contentait de draguer les bancs naturels d'huîtres : le dragage des huîtrières dans les rivières de Crac'h, d'Auray et de Pénerf s'arrêtait le 31 mars.

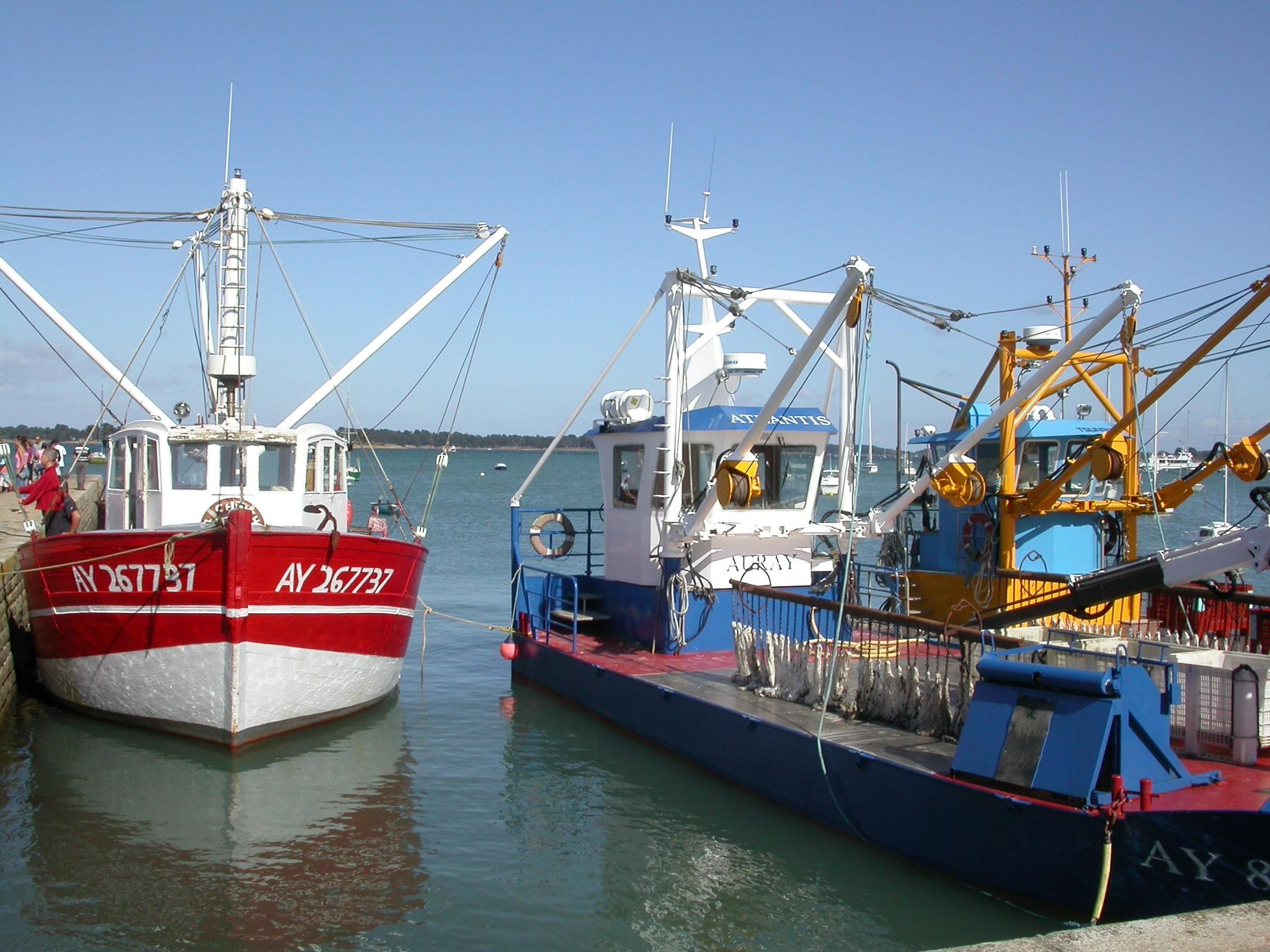
Vue du port à la fête de l'huître.

Trois générations s'employèrent à construire les parcs à huîtres plates sur le rivage de Locmariaquer : ils devaient enlever la vase, la remplacer par du sable, délimiter les emplacements.
Le travail consistait à recueillir le naissain (larves d'huîtres) sur des collecteurs (tuiles chaulées), à le décoller (détroquage) et à le semer dans les parcs pour l'élevage d'une durée de trois ans pendant lesquels il fallait protéger les huîtres contre les prédateurs, algues, tempêtes.
Après 1927, Locmariaquer se spécialise surtout dans la reproduction et le demi-élevage ; Marennes mais aussi les Pays-Bas et la Grande-Bretagne sont clients. L'industrie ostréicole est alors prospère : 350 à 400 personnes travaillent dans les chantiers et parcs. Mais, en 1973-1974, l'huître plate du Golfe du Morbihan se trouve décimée, voire anéantie par deux parasites. C'est alors qu'est introduite la culture de l'huître creuse d'origine japonaise Crassostrea gigas. Aujourd'hui, l'ostréiculteur locmariaquérois est devenu éleveur d'huîtres creuses dans le Golfe et dans la Rivière de Saint-Philibert. La récolte et l'élevage de l'huître plate se font essentiellement en baie de Quiberon. Malgré des essais de mécanisation, la main-d'œuvre reste importante, aussi bien dans la culture elle-même que pour les opérations précédant la commercialisation (affinage, calibrage, etc.).
En 2008, une trentaine d'exploitations ostréicoles existent à Locmariaquer. Elles occupent environ cinquante personnes à temps plein, auxquelles il y a lieu d'ajouter des ouvriers saisonniers (d'octobre à mai). Chaque exploitant s'occupe lui-même de la vente de sa production soit à des grossistes, soit à des détaillants, soit directement à des consommateurs. En 2008, un virus a commencé à décimer les mollusques en France. En dépit de la catastrophe, certains éleveurs continuent à capter du naissain en mer et à le faire grandir dans la rivière d'Auray.

### LeXXesiècle

#### La Belle Époque
Un rapport du Conseil général du Morbihan datant du 18 août 1909 indique que « la grève de Locmariaquer est de plus en plus envahie par les parcs à huîtres pour lesquels les parqueurs ne cessent d'y déposer des remblais pierreux favorables à l'exercice de leur industrie. Cette grève s'exhausse ainsi peu à peu, modifiant dans une zone assez étendue le régime des courants et par suite les profondeurs », ce qui contribue à l'obstruction du chenal d'accès au port du bourg (lequel était surtout un port de relâche ne possédant que deux petites jetées-débarcadères construites par les marins de la localité.), « exécuté à grand frais vers 1878 » (en 1899 le Journal des débats politiques et littéraires écrit que Locmariaquer est « un port condamné par les étendues de vase qui le précèdent ») et dont le rétablissement a été « à trois reprises vainement tenté en 1889, en 1898 et en 1905 », d'où le projet d'aménager désormais la cale du Guilvin qui permet « de moins mauvaises conditions d'accostage ».
Victor-Eugène Ardouin-Dumazet décrivant Locmariaquer écrit que c'est « un grand bourg quelconque, mais où l'opulente végétation de ce doux et humide climat met un peu de gaieté. Les figuiers de Locmariaquer sont énormes, les jardins sont fleuris de plantes qui nécessitent ailleurs l'abri et la chaleur de la serre. Sous le grand soleil réverbéré par les murs blancs des maisons percées de fenêtres étroites et rares, cette végétation donne à ce coin de l'Armorique une apparence de terre africaine ».
Dans Le Tour de France, Locmariaquer est décrit comme plate et dénudée alors qu'elle s'ombrageait avant de beaux chênes. « Néanmoins, vue de la mer, la petite ville en impose. Locmariaquer s'allonge au bord de l'eau comme un chapelet tendu et miroitant. Ses blanches façades, percées d'yeux noirs, verts ou gris, suivant la couleur des volets, regardent intensément le [Golfe du] Morbihan. De loin le bourg semble posé sur une étagère de cristal. Les lignes horizontales des stratus, de la côte, de l'eau, de la petite ville en long, donnent une sensation d'infini repos, de stagnation éternelle ».
Claude Anet a décrit en 1906 une messe du dimanche et les costumes traditionnels des femmes et des hommes de Locmariaquer.
Les régates de Locmariaquer étaient alors organisées chaque année et connaissaient un vif succès populaire.
En 1909 des religieuses de Locmariaquer furent poursuivies pour avoir distribué des produits pharmaceutiques à des malades du pays ; elles arguèrent que « la pharmacie la plus proche était à 12 kilomètres ».

#### La Première Guerre mondiale
Le monument aux morts de Locmariaquer, inauguré le 2 juillet 1922 par Alphonse Rio, sous-secrétaire d'État à la Marine Marchande, porte les noms de 49 soldats et marins morts pour la France pendant la Première Guerre mondiale ; sept d'entre eux sont des marins disparus en mer.

#### L'Entre-deux-guerres
En 1928 Taldir réunit le Gorsedd à Locmariaquer et présida des "Fêtes druidiques" du haut du dolmen de la Table des Marchand.

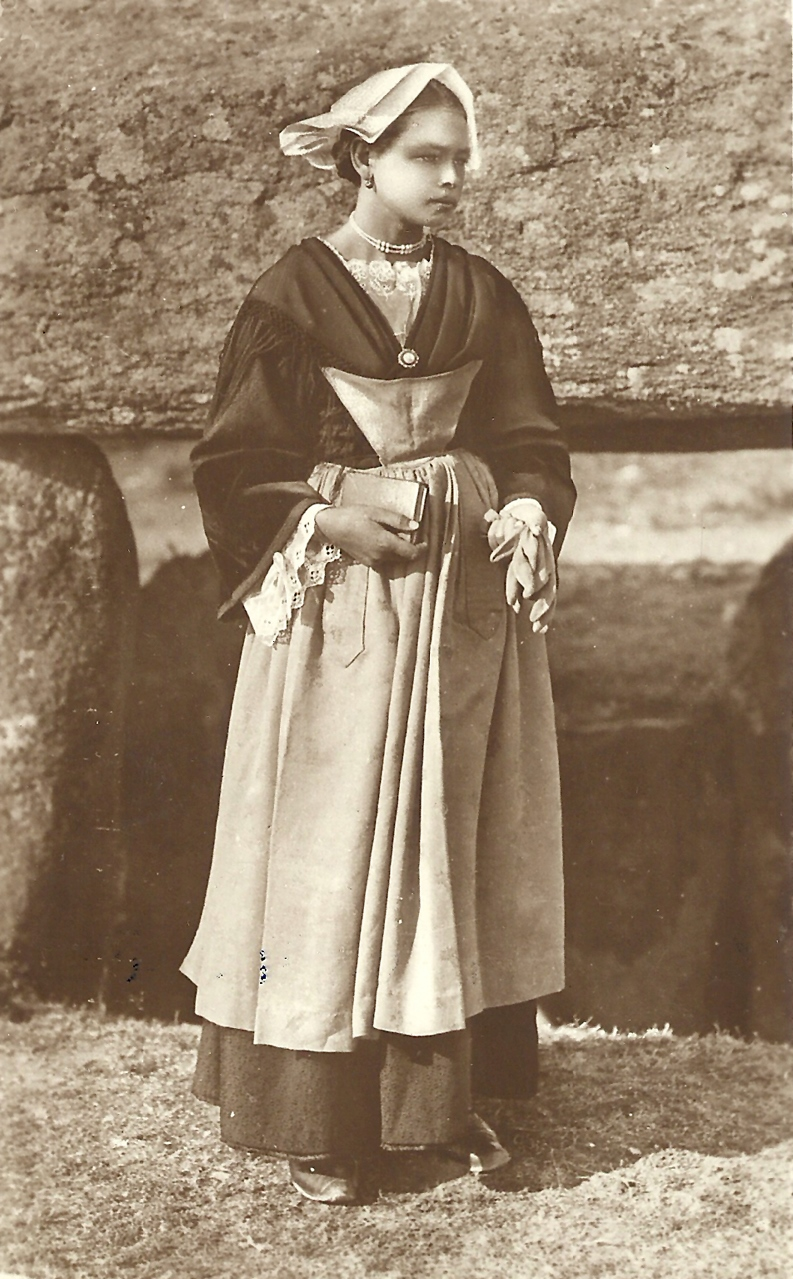
Costume de Locmariaquer (carte postale, vers 1920).
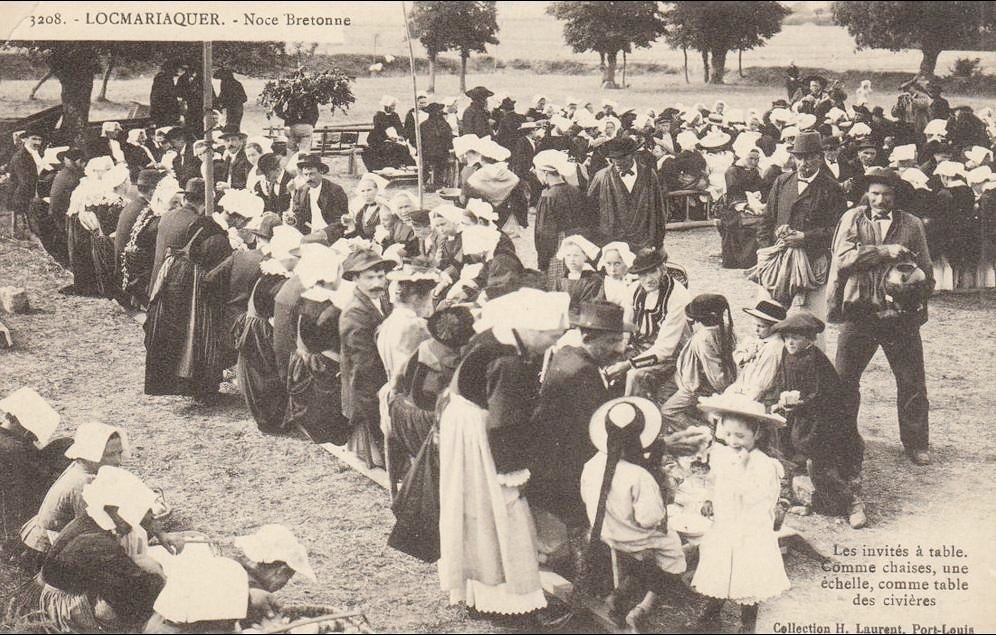
Un banquet de mariage à Locmariaquer vers 1920 (carte postale Henri Laurent).

#### La Seconde Guerre mondiale
Le monument aux morts de Locmariaquer porte les noms de 17 personnes mortes pour la France pendant la Seconde Guerre mondiale; cinq d'entre elles au moins sont des marins disparus en mer.
Jean Bertho, né le 15 août 1923 à Locmariaquer, fut membre du maquis Surcouf et participa notamment à la libération de Honfleur.

## Démographie
L'évolution du nombre d'habitants est connue à travers les recensements de la population effectués dans la commune depuis 1793. Pour les communes de moins de 10 000 habitants, une enquête de recensement portant sur toute la population est réalisée tous les cinq ans, les populations de référence des années intermédiaires étant quant à elles estimées par interpolation ou extrapolation. Pour la commune, le premier recensement exhaustif entrant dans le cadre du nouveau dispositif a été réalisé en 2007.

En 2022, la commune comptait 1 567 habitants, en évolution de +0,06 % par rapport à 2016 (Morbihan : +3,82 %, France hors Mayotte : +2,11 %).
| 1793  | 1800  | 1806  | 1821  | 1831  | 1836  | 1841  | 1846  | 1851  |
| ----- | ----- | ----- | ----- | ----- | ----- | ----- | ----- | ----- |
| 1 979 | 1 159 | 1 885 | 2 268 | 2 187 | 2 117 | 2 096 | 2 113 | 2 166 |

| 1856  | 1861  | 1866  | 1872  | 1876  | 1881  | 1886  | 1891  | 1896  |
| ----- | ----- | ----- | ----- | ----- | ----- | ----- | ----- | ----- |
| 2 166 | 2 056 | 2 103 | 1 938 | 2 049 | 2 184 | 2 159 | 2 008 | 1 509 |

| 1901  | 1906  | 1911  | 1921  | 1926  | 1931  | 1936  | 1946  | 1954  |
| ----- | ----- | ----- | ----- | ----- | ----- | ----- | ----- | ----- |
| 1 581 | 1 648 | 1 655 | 1 460 | 1 402 | 1 323 | 1 333 | 1 415 | 1 286 |

| 1962  | 1968  | 1975  | 1982  | 1990  | 1999  | 2006  | 2007  | 2012  |
| ----- | ----- | ----- | ----- | ----- | ----- | ----- | ----- | ----- |
| 1 322 | 1 265 | 1 288 | 1 278 | 1 309 | 1 367 | 1 598 | 1 632 | 1 600 |

| 2017  | 2022  | - | - | - | - | - | - | - |
| ----- | ----- | - | - | - | - | - | - | - |
| 1 566 | 1 567 | - | - | - | - | - | - | - |

## Culture locale et patrimoine

### Lieux et monuments

#### Patrimoine religieux

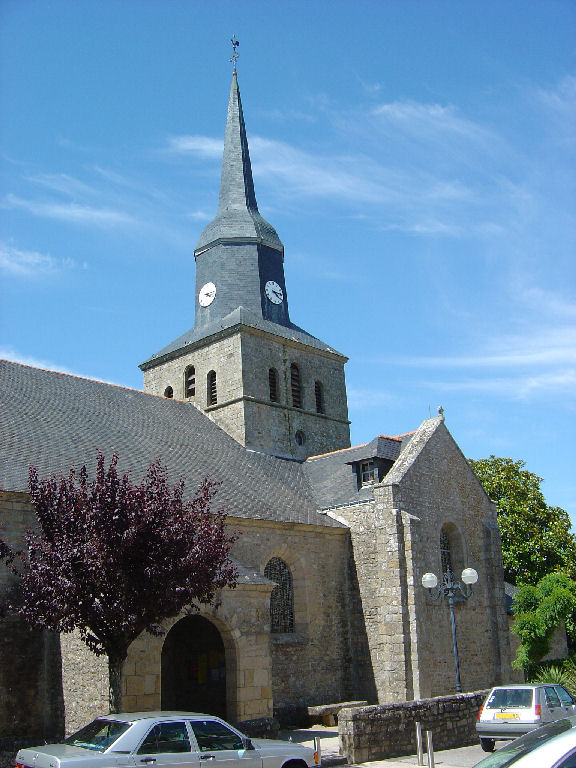
Église Notre-Dame de Kerdro.

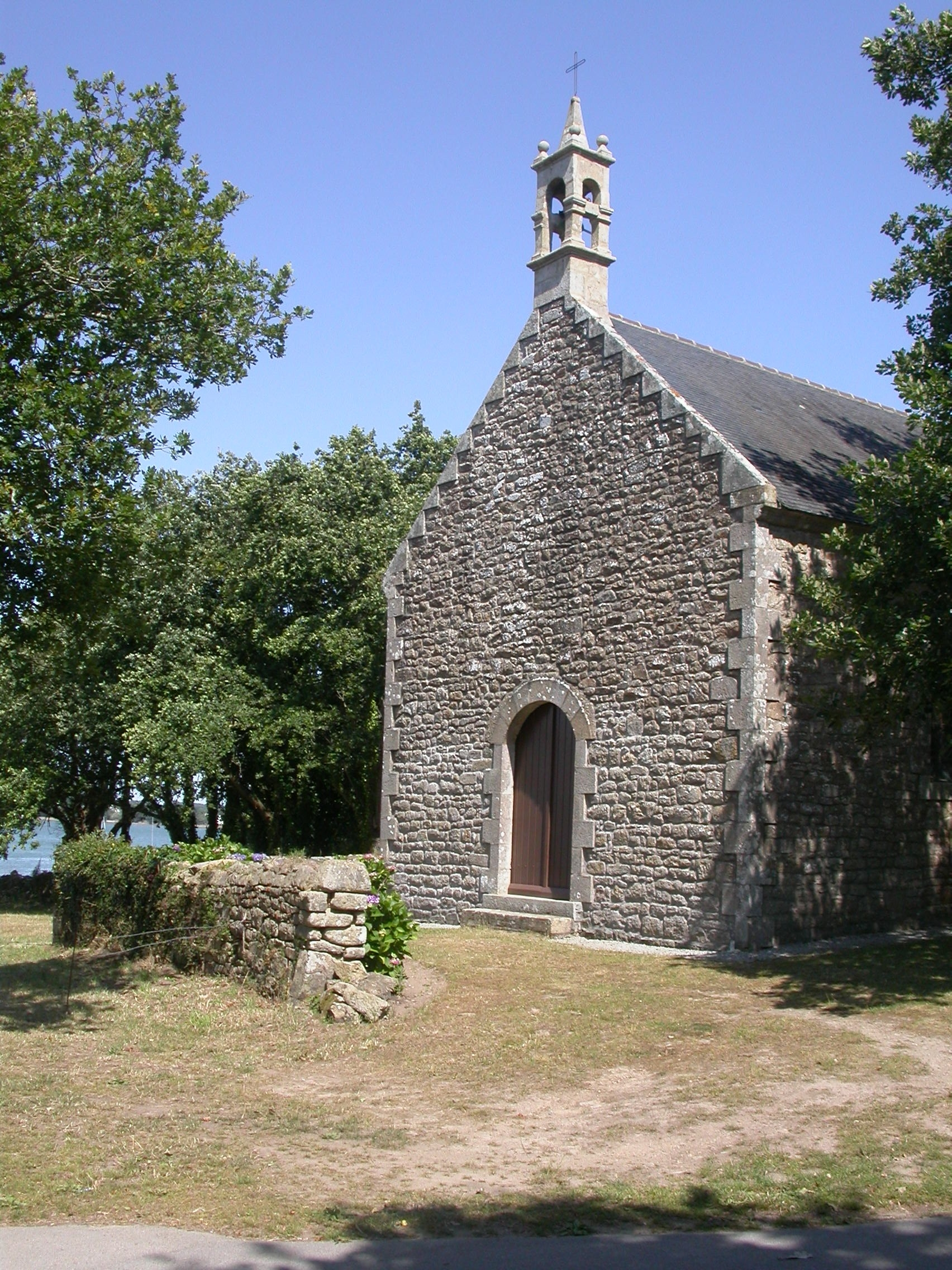
Chapelle du Moustoir.

- Église Notre-Dame de Kerdro : de style roman, construite aux XIe et XIIe siècles
- Chapelle du Moustoir, dite aussi chapelle Saint-Gildas, reconstruite en 1883 : elle est dédiée à saint Gildas, mais aussi au prêtre réfractaire Claude Philippe[Note 20], enterré à cet endroit[87] où il avait officié clandestinement pendant plusieurs années[88].

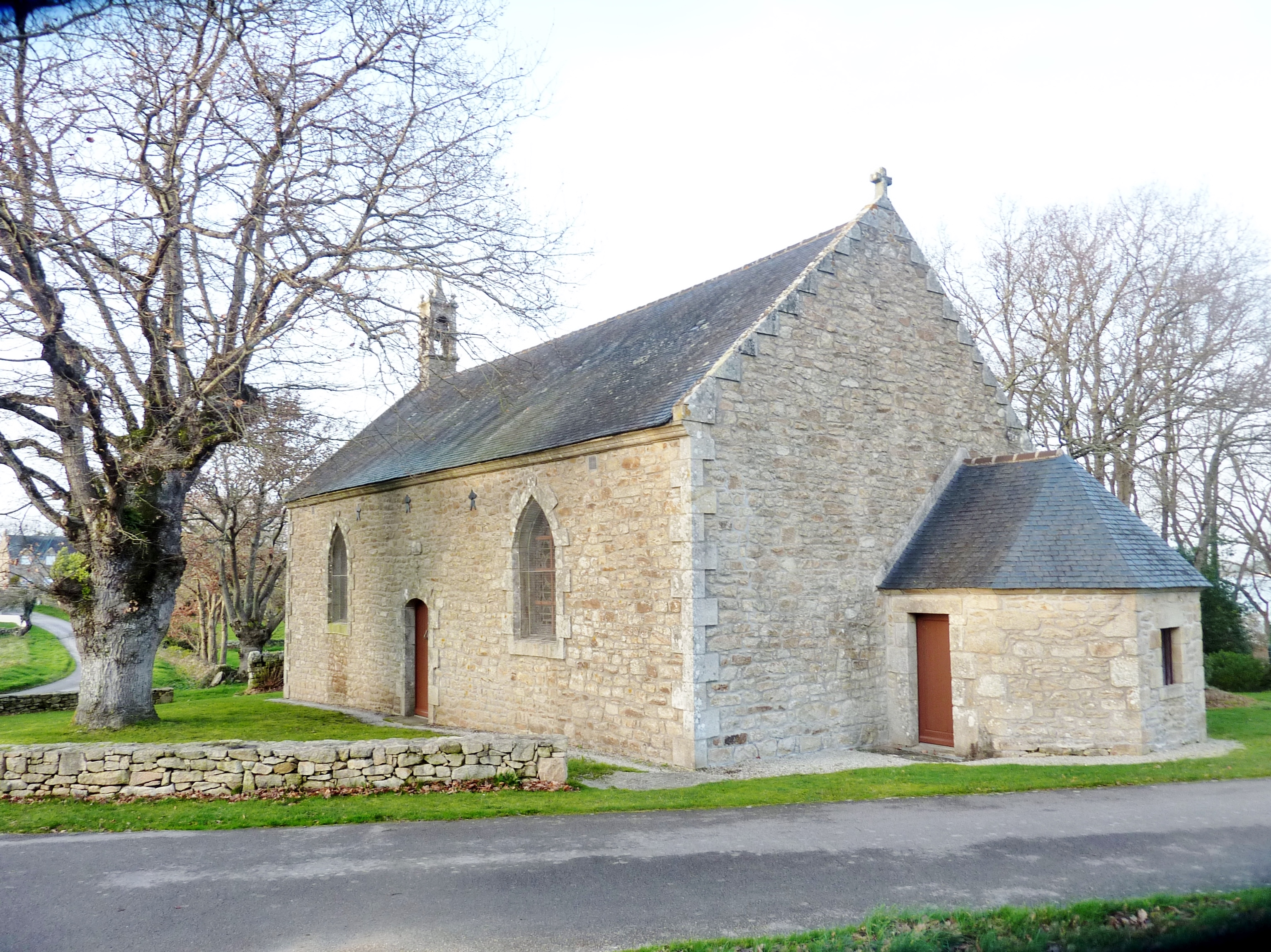
La chapelle du Moustoir 1.
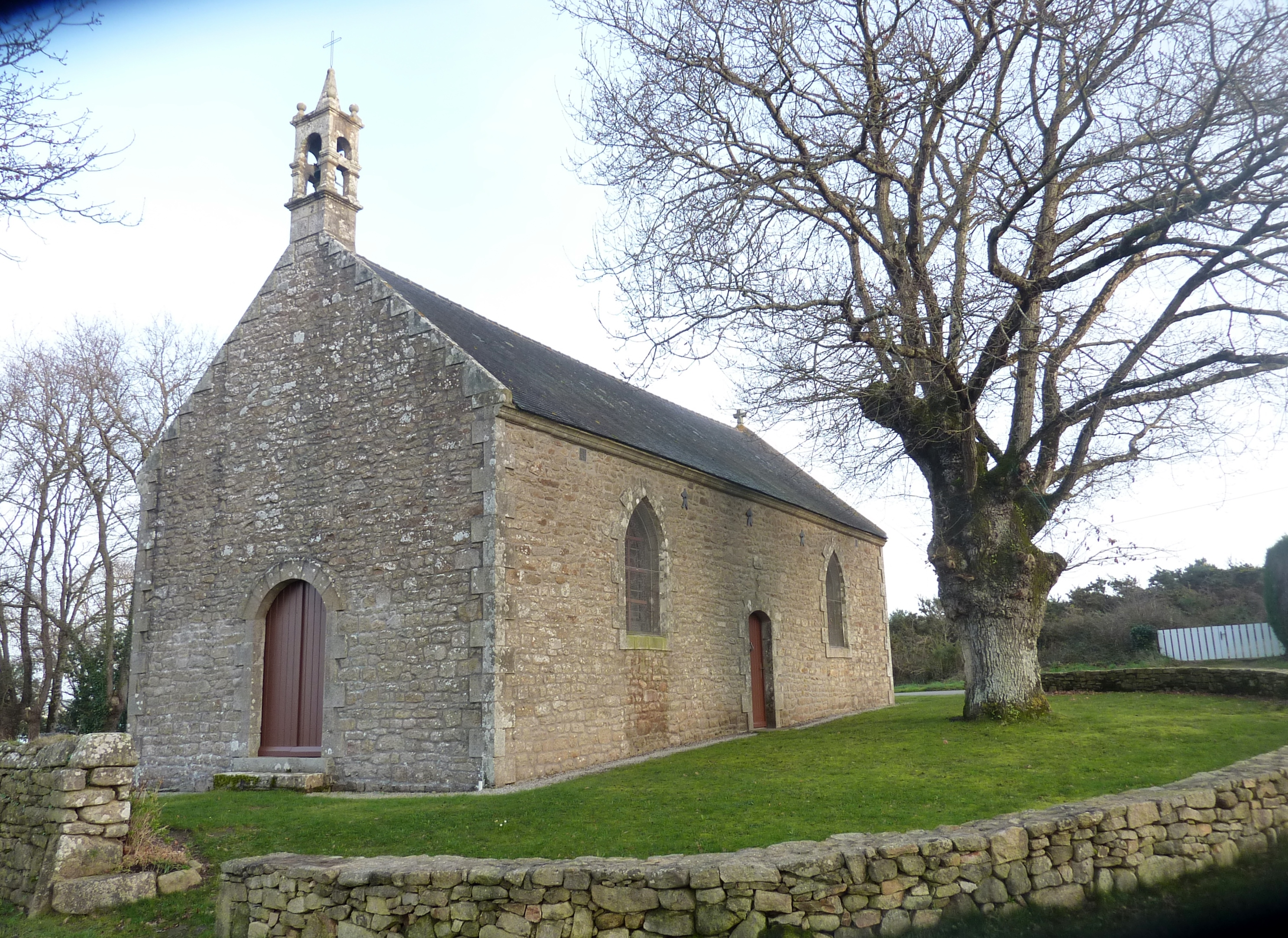
La chapelle du Moustoir 2.

- Chapelle Saint-Pierre
- Chapelle Saint-Michel
- Statue de Notre-Dame de Kerdro, pointe de Kerpenhir : haute de 2,70 m, elle a été sculptée dans le granit par Jules-Charles Le Bozec dès 1946 mais a séjourné pendant 16 années dans l'église avant d'être érigée à son emplacement en 1962. Elle remplace une statue érigée en 1883 et détruite par les Allemands en même temps que le fort, pendant l'occupation.
- Croix de cimetière de Locmariaquer.

#### Patrimoine civil
- Le port de Locmariaquer
- Locmariaquer abrite une concentration remarquable de mégalithes :
  - Grand menhir brisé d'Er Grah, plus grand menhir du monde, de près de 20 m, actuellement brisé en 4 morceaux.
  - Cairn de la Table des Marchand
  - Tumulus d'Er Grah
  - Les Pierres Plates, dolmen coudé long de près de 25 m
  - Dolmen d'Er Houel,  dolmen est situé à l'extrémité de la pointe d'er Houel
  - Chambre et tumulus du Mané-Rutual
  - Dolmen de Kercadoret
  - Dolmen de Kerveresse
  - Tumulus du Mané-Lud
  - Tumulus de Mané et Hroech (ou Mané er Hroëk, ou Ruyk) : ce tumulus de 100 m de long et 60 m de large, haut de 10 mètres, fut fouillé en 1863 par Galles et Lefebvre. Cette tombe princière cachait en son centre une chambre funéraire de quatre mètres de long dans laquelle les chercheurs ont trouvé un mobilier exceptionnel, comprenant 106 haches polies en jadéite ou en fibrolite, ainsi que des perles et pendeloques en variscite, cachées pour la plupart sous le dallage du caveau. À l'entrée de la chambre se trouvaient trois fragments d'une dalle sculptée. Le décor représente au centre un écusson, figuration de la déesse mère, contenant un signe cornu et deux petites crosses ; au-dessus et au-dessous, une série de haches emmanchées et enfin, en bas, une hache plus compète, avec un anneau au bas du manche[89].
- Locmariaquer a fusionné son club de football (FC Locmariaquer-St Philibert) avec celui du Carnac FC en 2023 sous le nom de FC Megaliths.

Les mégalithes
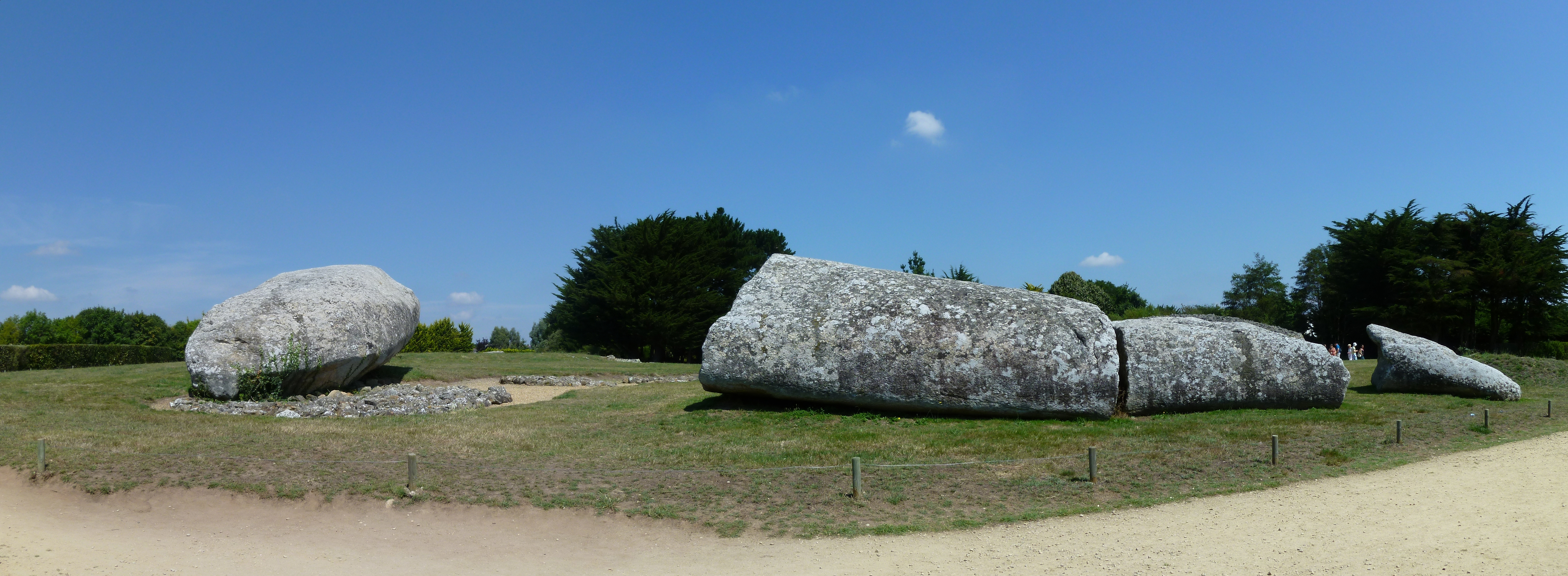
Grand Menhir.
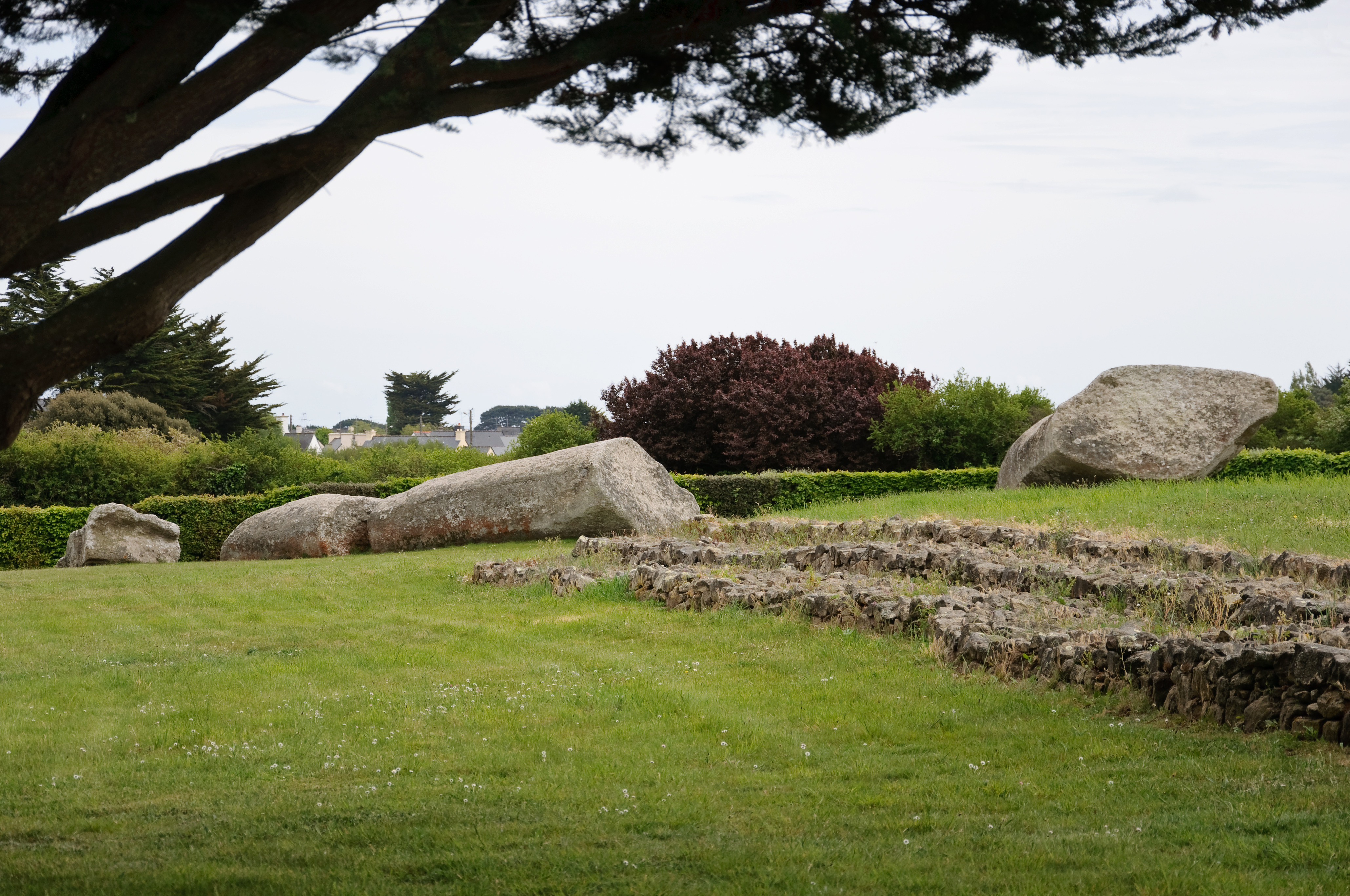
Grand Menhir : vue des quatre morceaux.
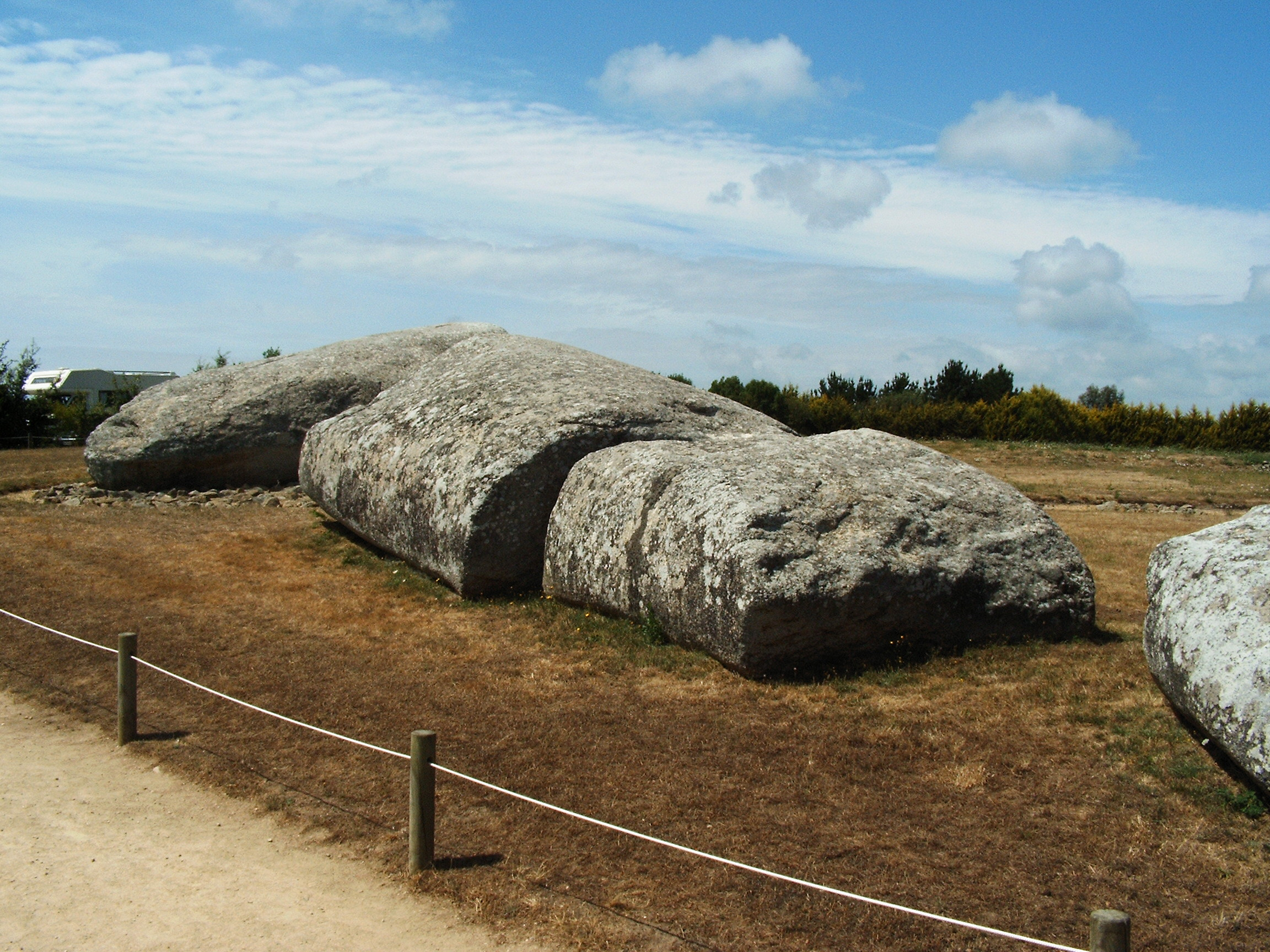
Grand Menhir.
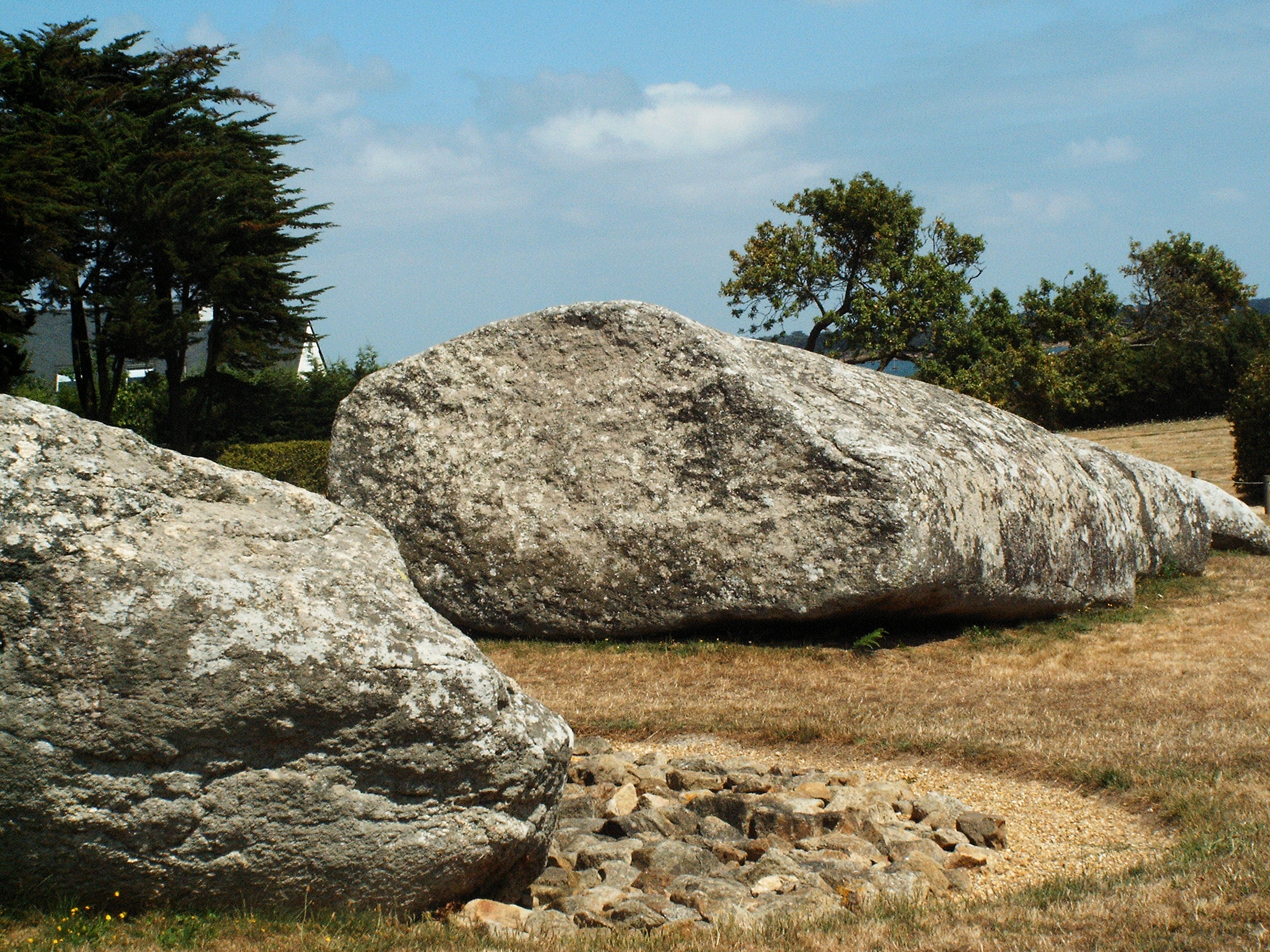
Grand Menhir.
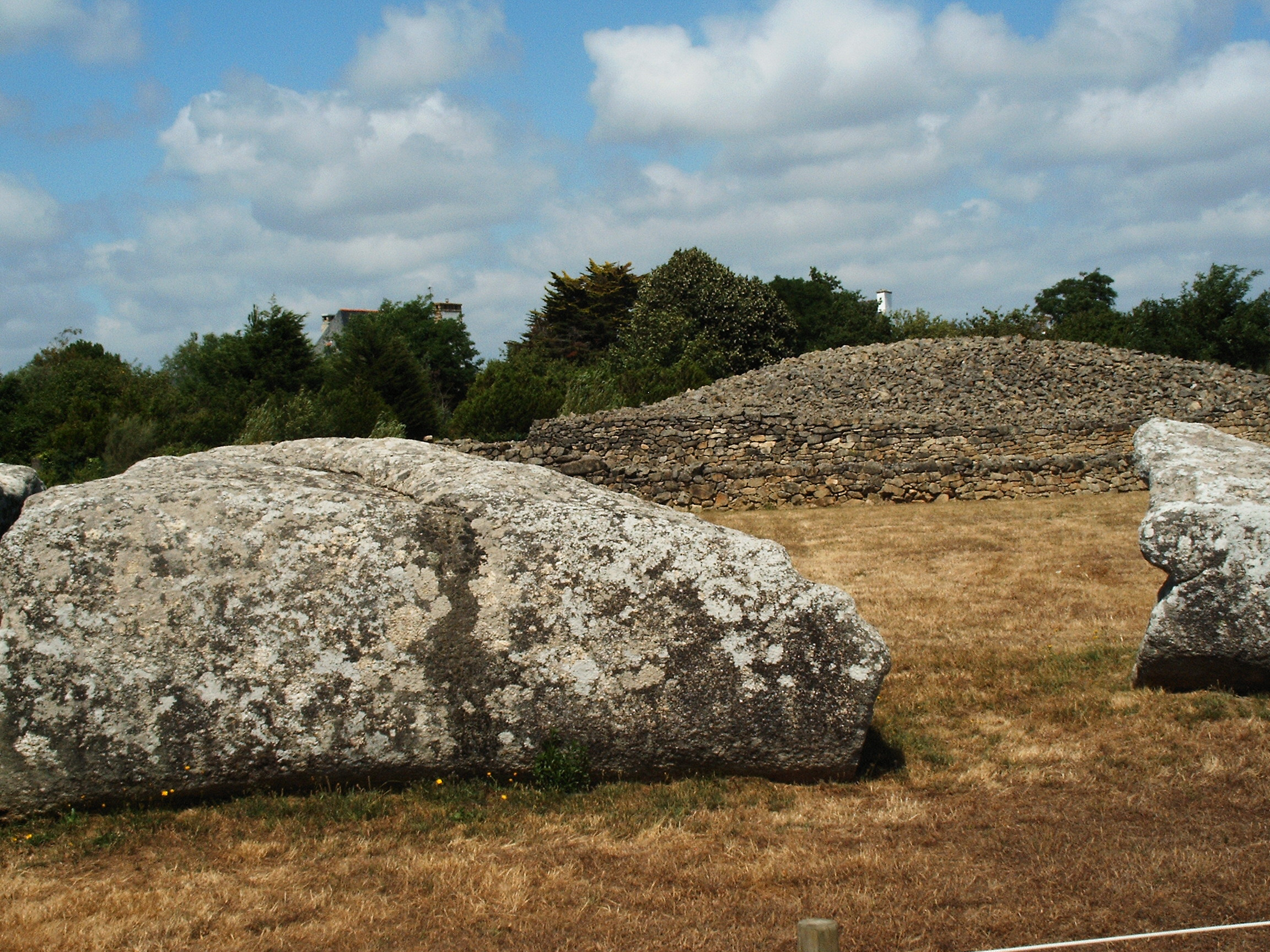
Grand Menhir et Table des Marchand.
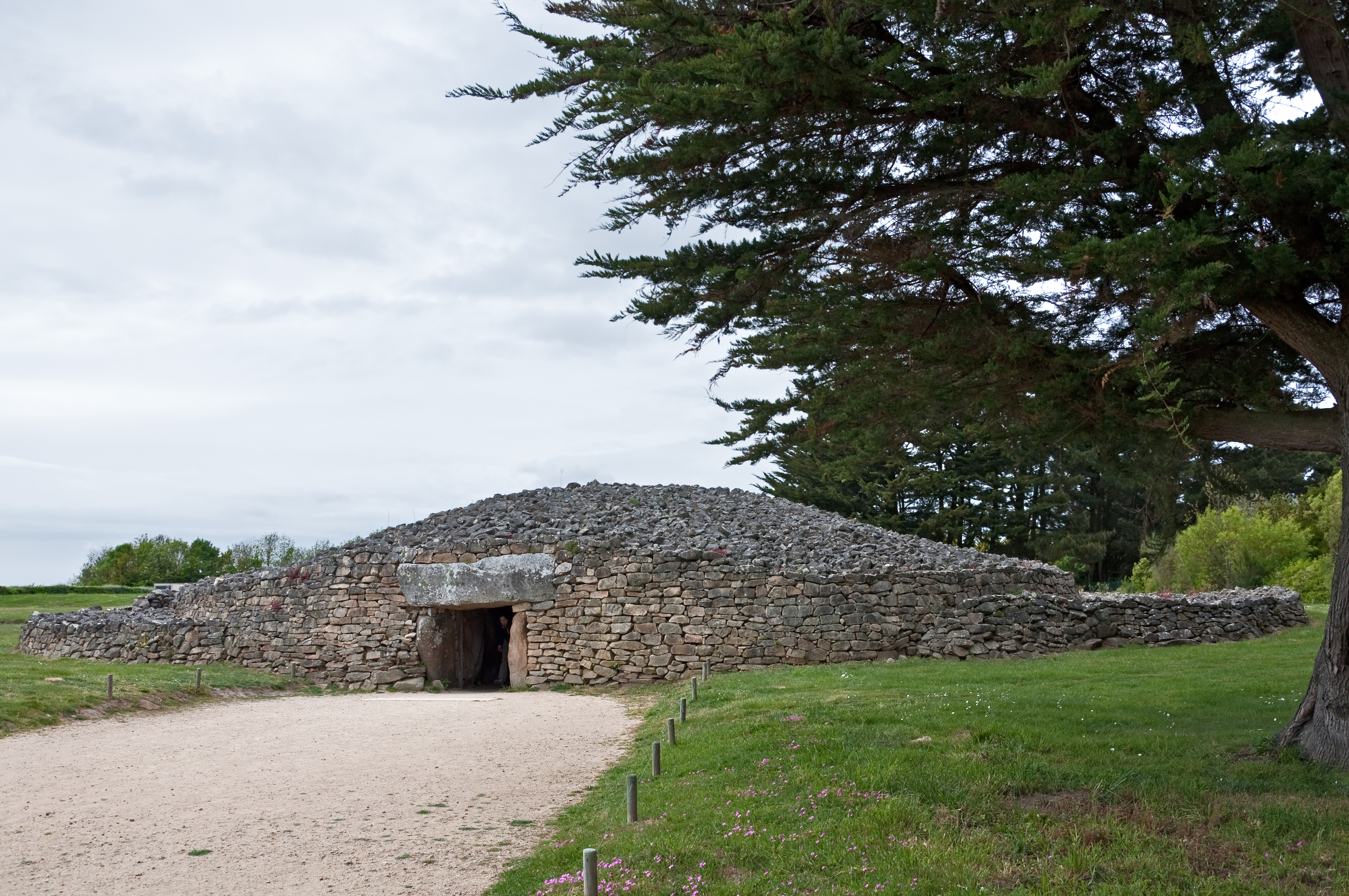
Cairn de la Table des Marchand.
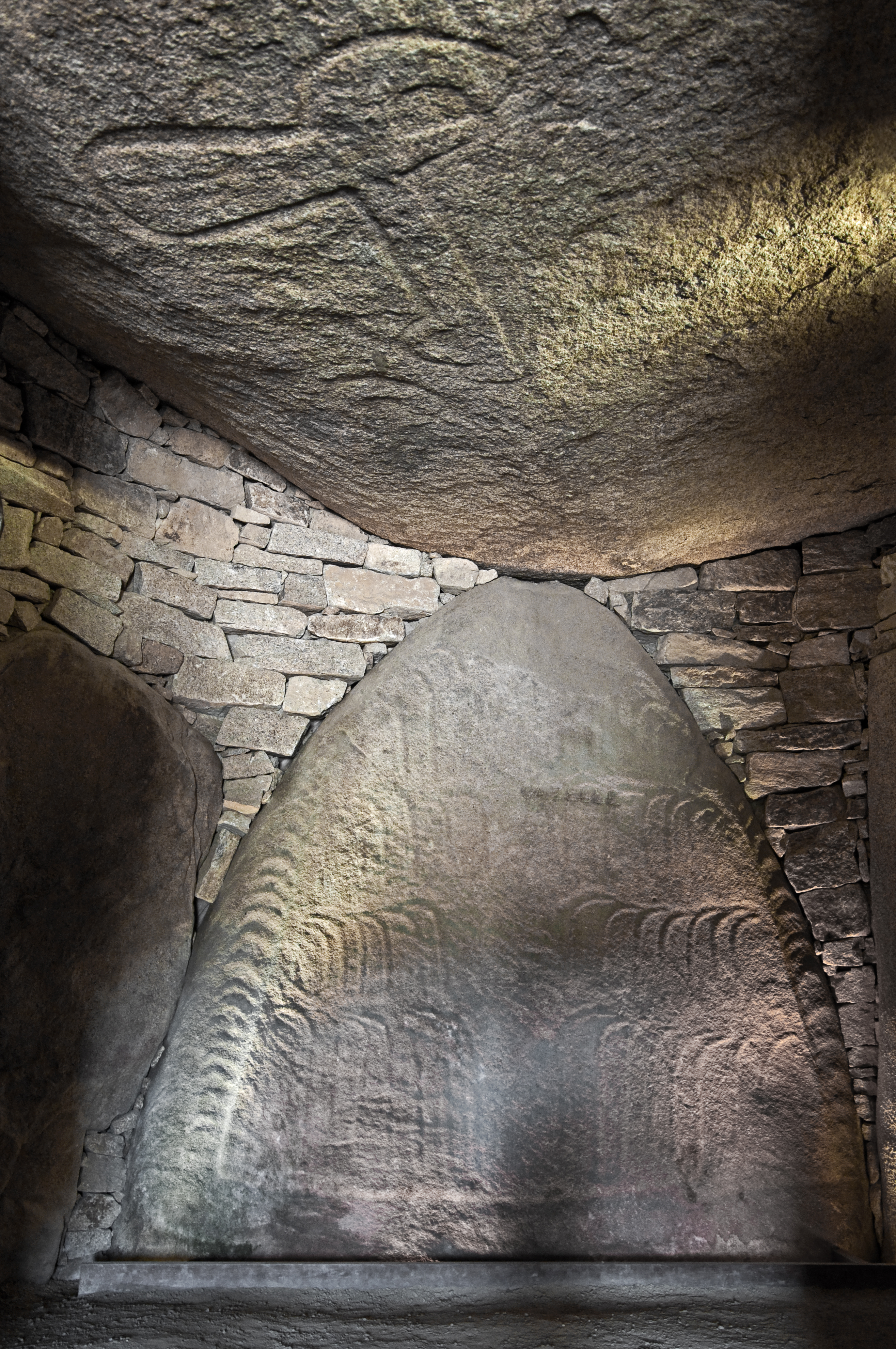
Chambre de la Table des Marchand.
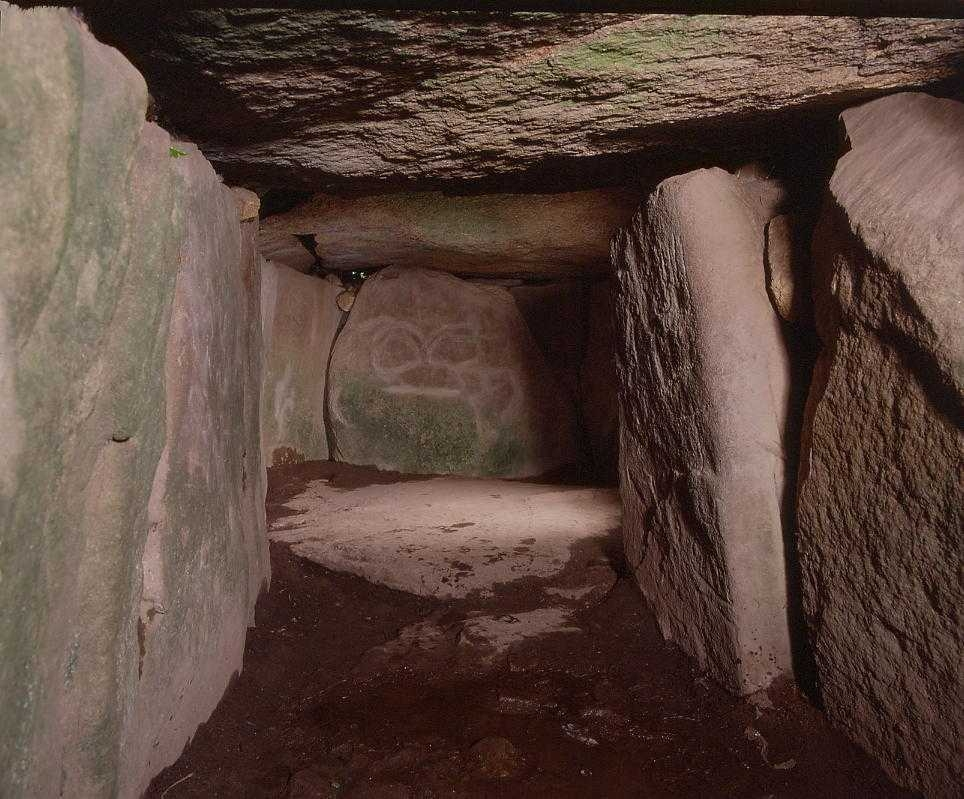
Dolmen du Mané Lud.
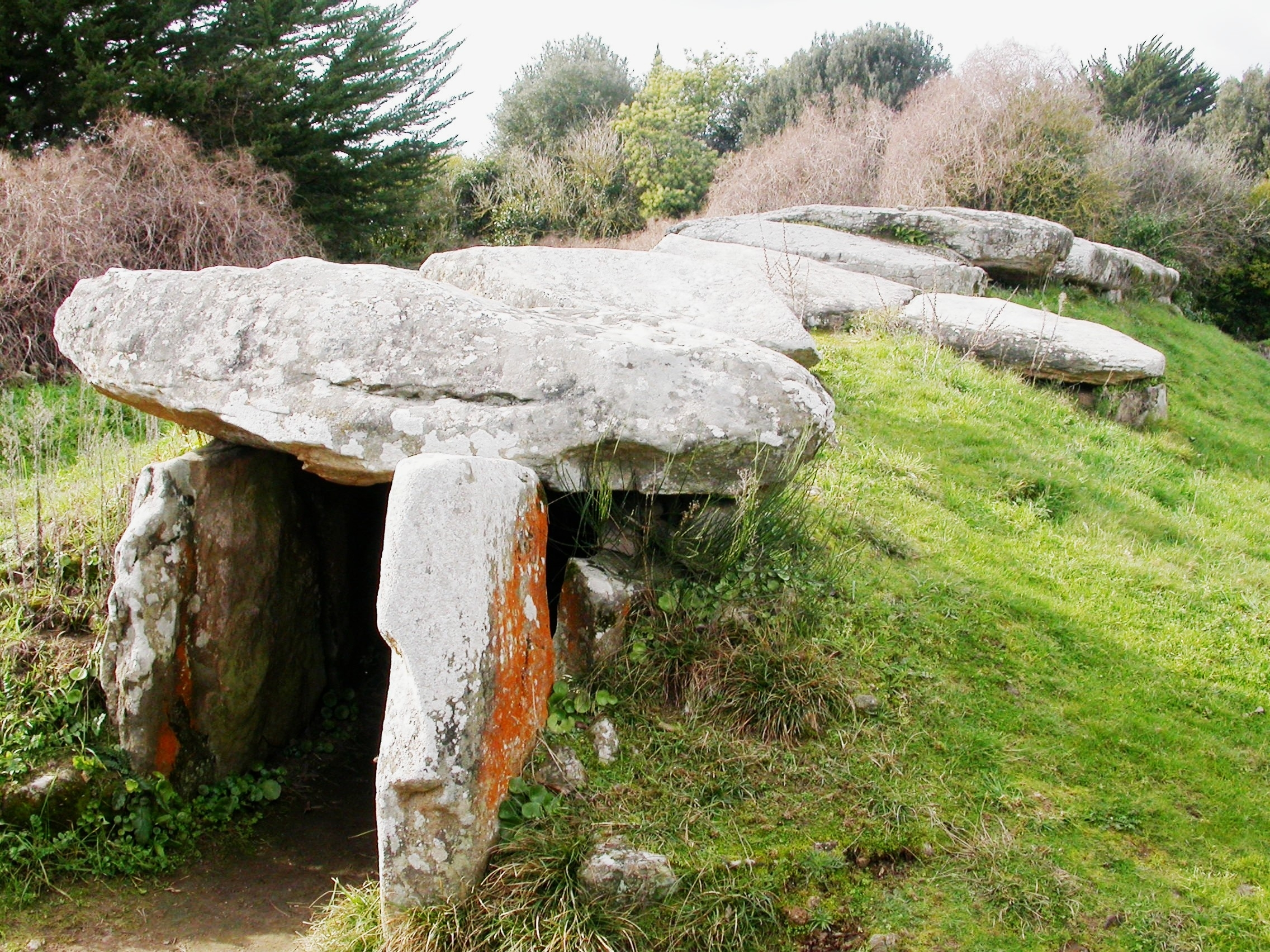
Dolmen du Mané Retual.
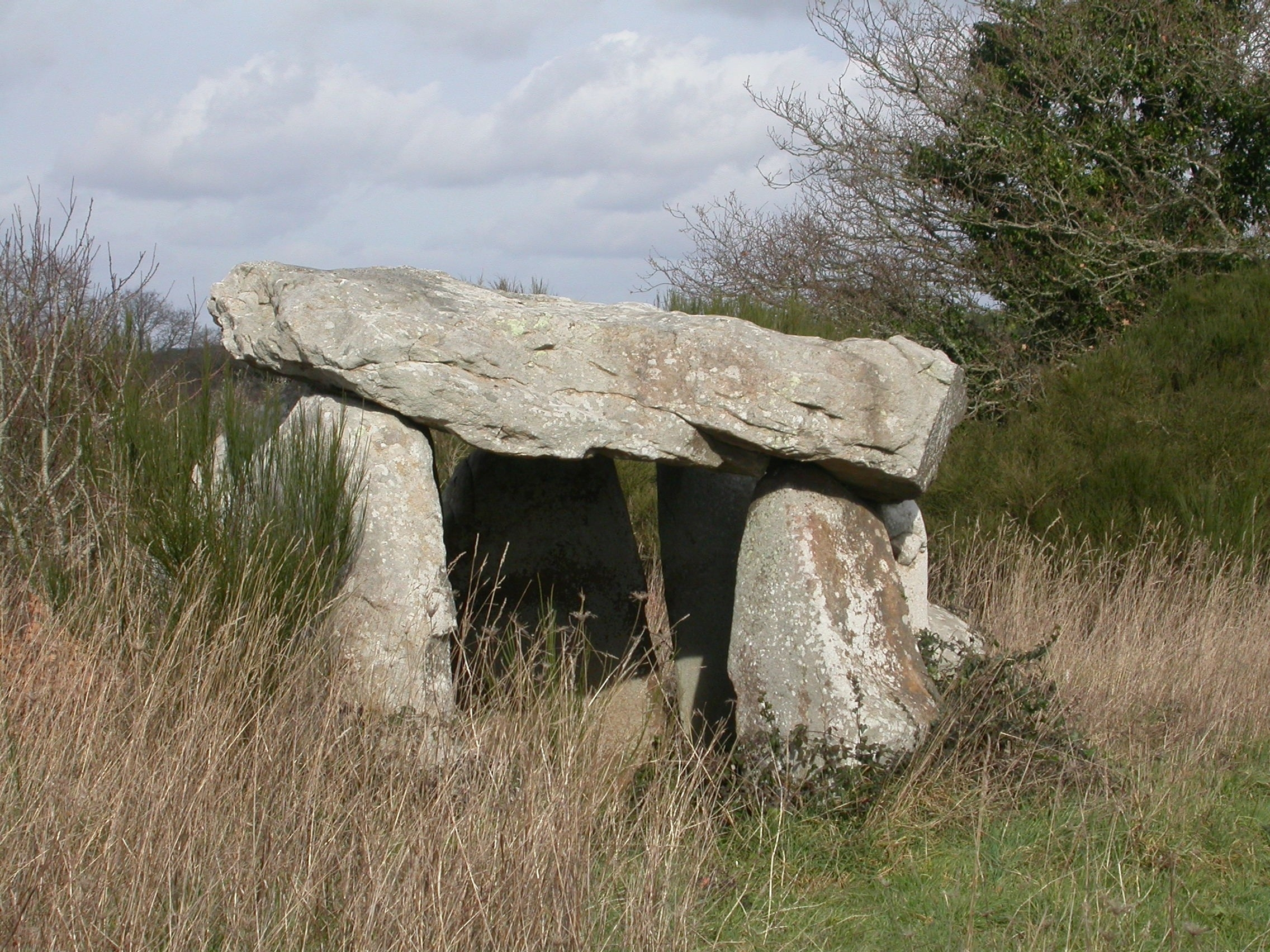
Dolmen de Kercadoret.
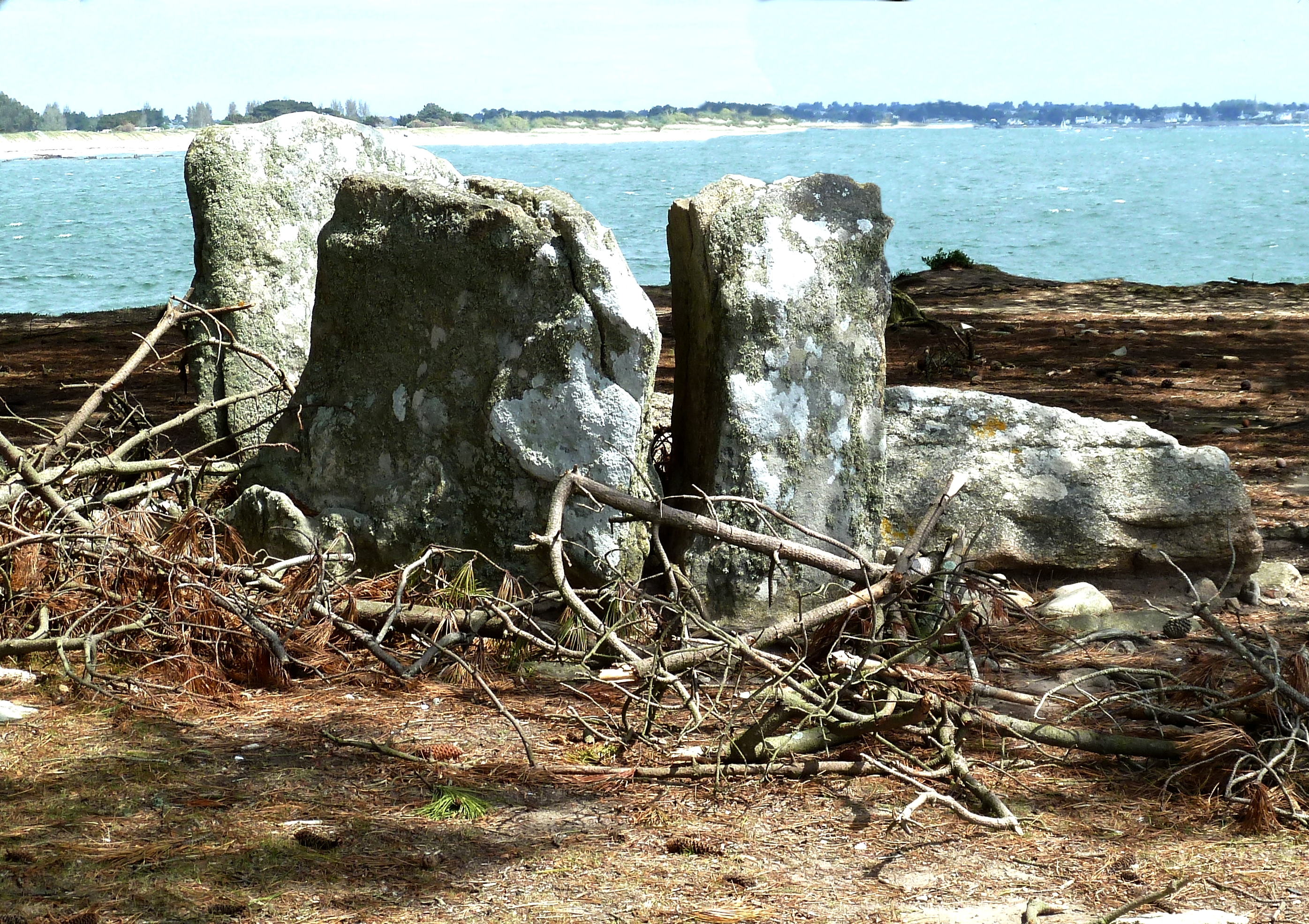
Dolmen d'Er Houel.
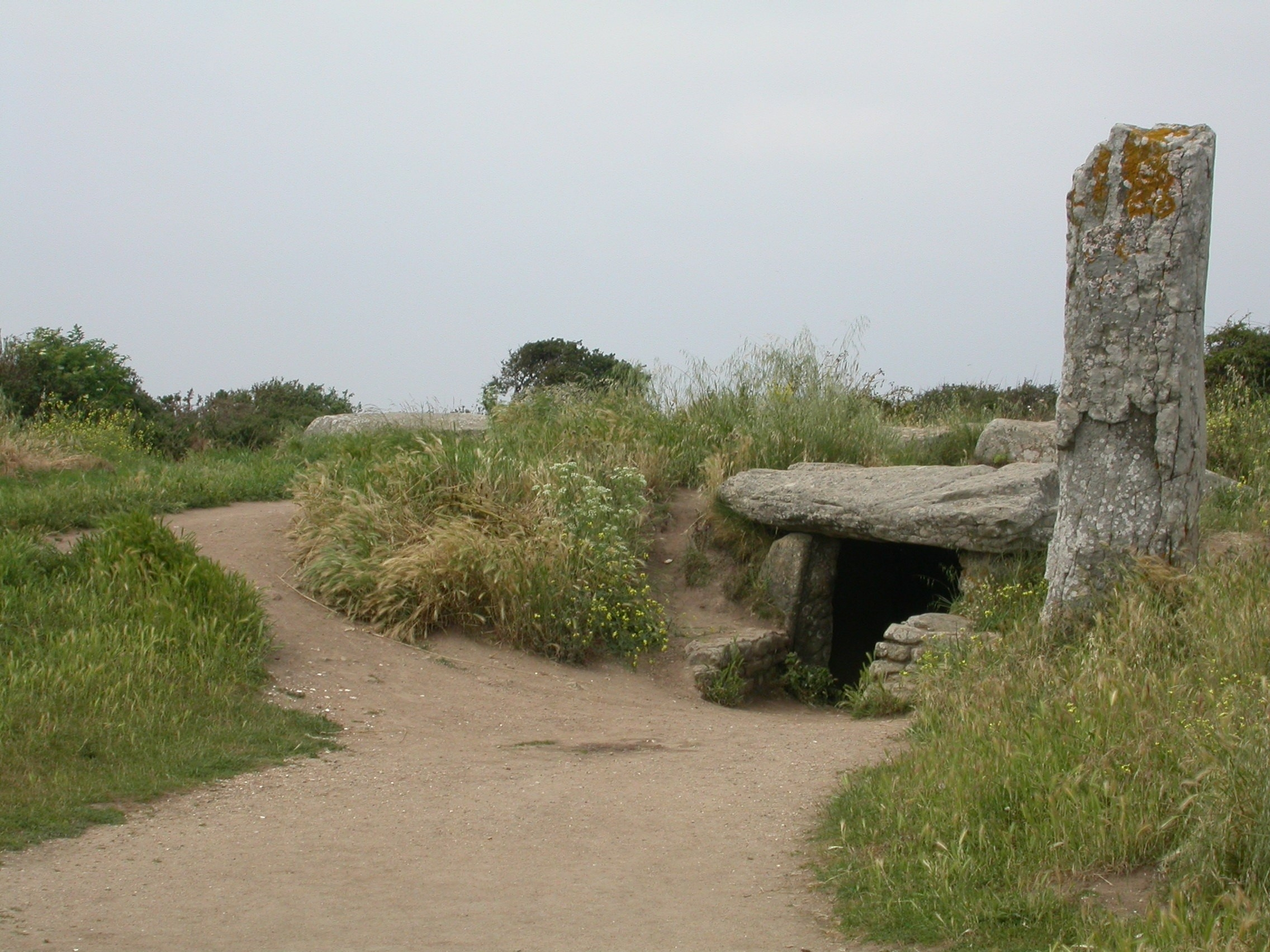
Les Pierres Plates, l'entrée.
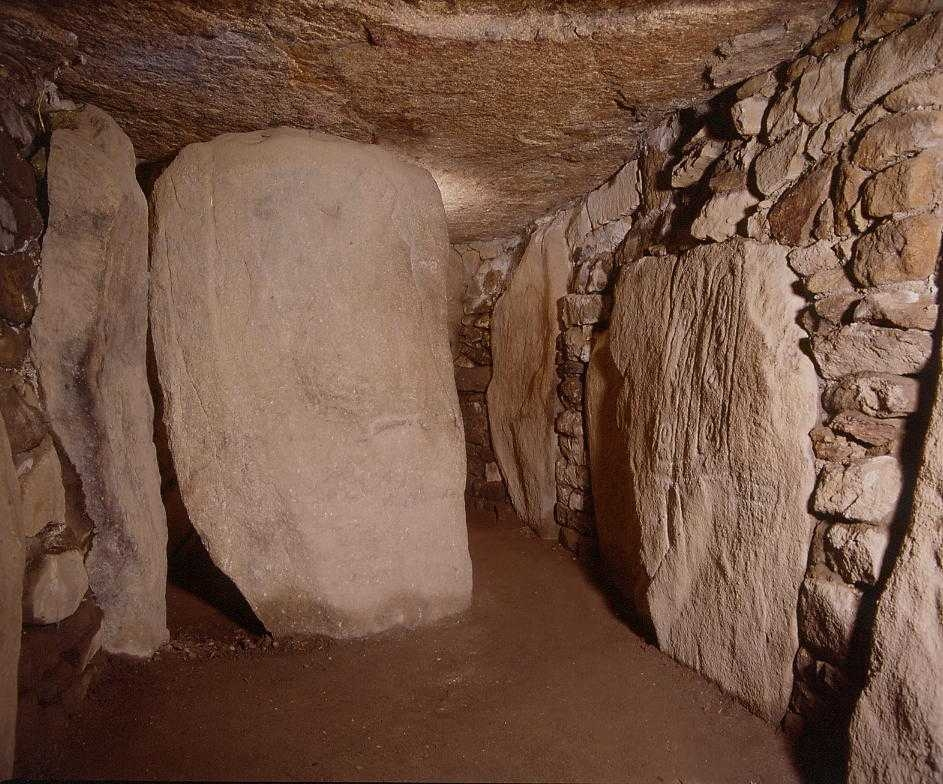
Les Pierres Plates, intérieur de l'allée couverte.
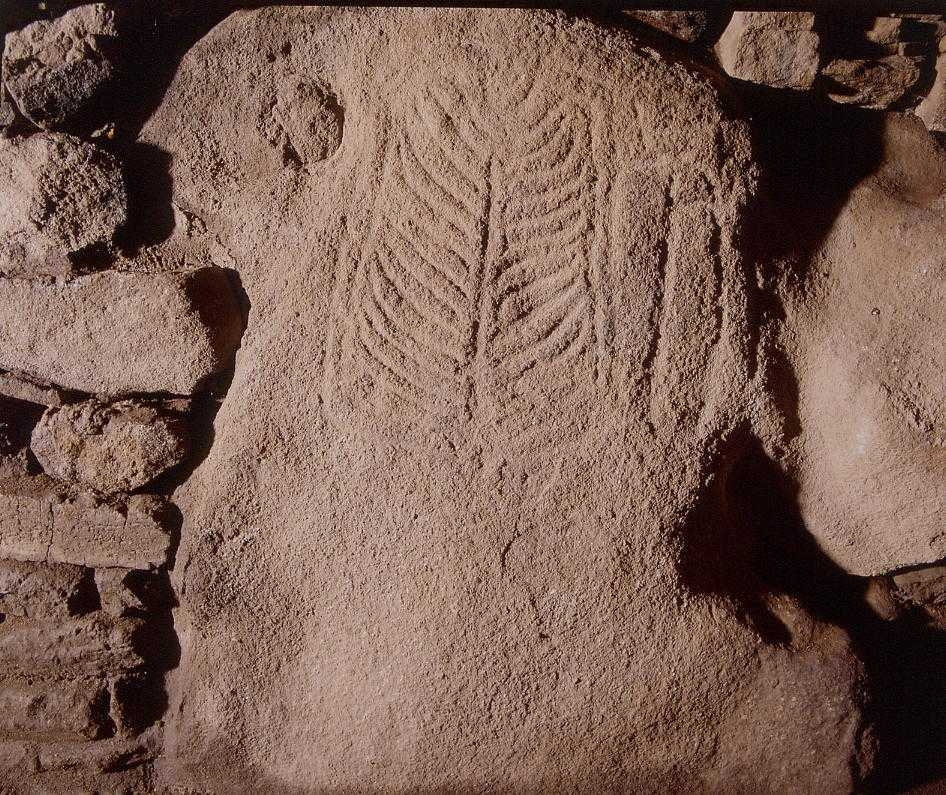
Les Pierres Plates, gravures.

### Langue bretonne

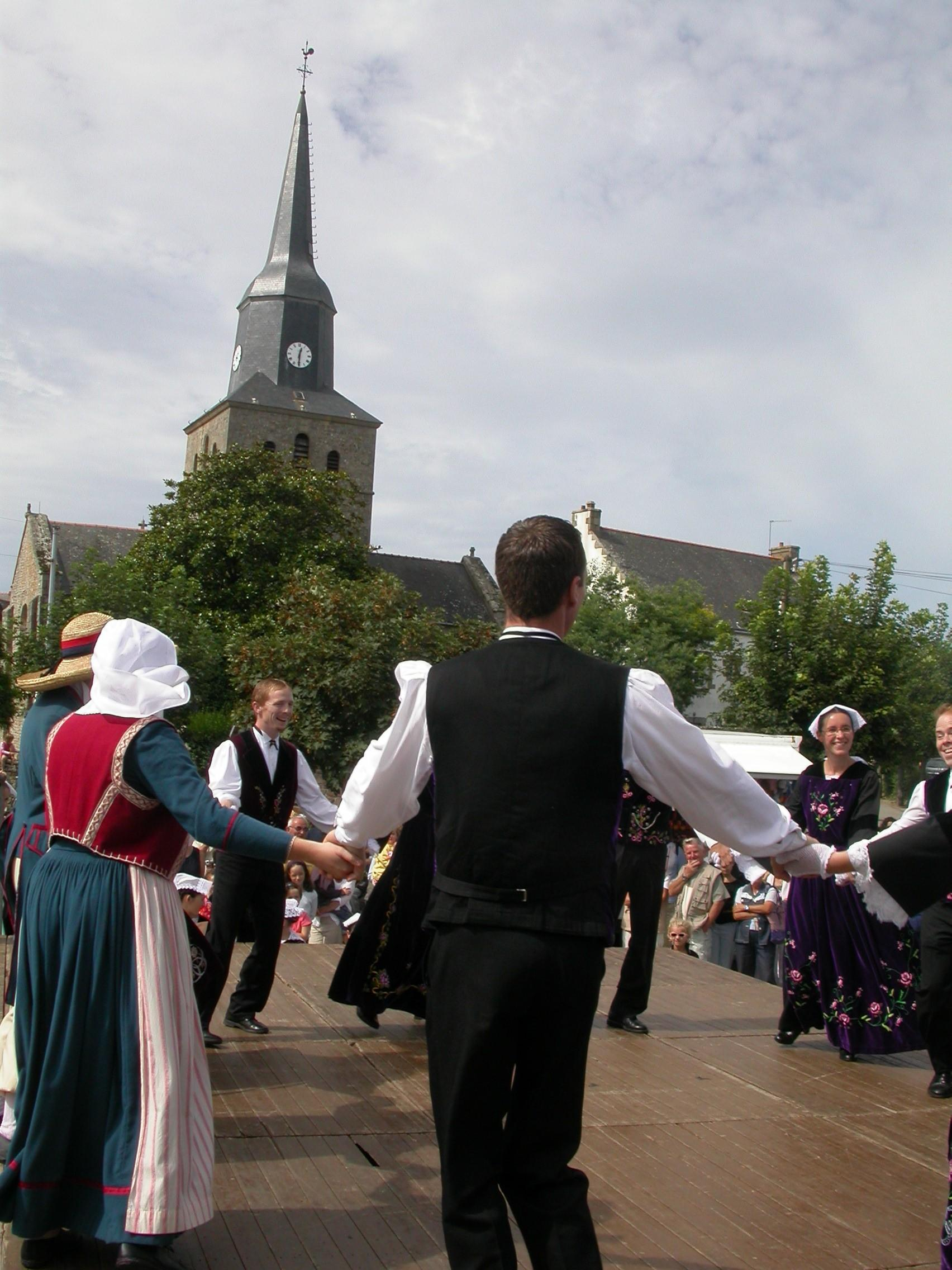
Une « fest deiz » : une fête dans la journée.

L’adhésion à la charte Ya d’ar brezhoneg a été votée par le conseil municipal le 26 novembre 2008.

### Tradition et superstition
Selon François Mahé, qui fit de nombreuses fouilles à Locmariaquer dans la seconde moitié du XIXe siècle, jadis toute jeune fille  qui voulait se marier dans l'année devait monter la nuit du 1er mai sur le Grand menhir, encore debout alors, et glisser de haut en bas après avoir retroussé ses jupes. Il était absolument nécessaire que son corps soit en contact direct avec la pierre pour que ce soit efficace.

### Personnalités liées à la commune
- Zénaïde Fleuriot, femme écrivain, auteur de 83 ouvrages : Au printemps 1872, Zénaïde Fleuriot venant rejoindre au bord de la mer, sa belle-sœur et ses deux enfants, découvre avec ravissement Locmariaquer. Elle se prend de tendresse pour ce petit port et s'y fait construire une grosse demeure en 1873, offrant une merveilleuse vue face au golfe du Morbihan et lui donne le nom de « Kermoareb »: « la maison de ma tante ». Lorsqu'elle mourut, son cercueil partit par le train depuis la gare de Paris-Montparnasse et fut apporté en terre bretonne au cimetière de Locmariaquer. Le cercueil fut porté par huit marins du village.
- Henri Ézan : aviateur, né à Locmariaquer le 30 avril 1904 et mort en 1936 : capitaine au long cours de formation, il accompagna Jean Mermoz pour la 25e traversée de l'Atlantique-Sud à bord de l'hydravion Latécoère la Croix du Sud qui disparut au large de Dakar le 7 décembre 1936.
- Jean-Baptiste Corlobé : né en février 1904 à Locmariaquer et mort en 1988 : ostréiculteur de métier, il était surtout un véritable artiste, un excellent peintre local très apprécié. On lui doit de nombreuses marines, des portraits, des tableaux religieux et beaucoup de dessins. Il a réalisé un des vitraux de l'église de Locmariaquer. Un de ses tableaux représentant Jésus appelant saint Pierre sur les flots orne la chapelle Saint-Pierre depuis 1925. Il a étudié le dessin chez Jean Frelaut, maître graveur, et a créé le blason de la ville. Il aimait la peinture, la musique, était féru d'histoire et fervent défenseur de la langue bretonne et du dialecte vannetais. Il fut la mémoire vivante de Locmariaquer. Il a beaucoup écrit dans les bulletins paroissiaux et municipaux.
- Anne-Claire Coudray : journaliste et animatrice de télévision française née à Rennes. Elle a passé une partie de son enfance à Locmariaquer, d'où sont natifs ses grands-parents maternels.
- Guénhaël Huet : homme politique né à Locmariaquer le 30 juillet 1956. Député de la Manche, maire d'Avranches.

### Héraldique
|  | Les armoiries de Locmariaquer se blasonnent ainsi : Coupé : au premier coupé de sinople au dolmen d'argent, et d'hermine, au second d'azur au navire équipé et flammé d'or, à la fasce d'argent brochant sur le coupé, chargée de 5 mouchetures d'hermine de sable rangées en fasce. le tout surmonté d'une couronne de baron (Locmariaquer est dans l'ancienne baronnie de Kaër) et porte la devise : « Kaër e mem bro » qui peut s'interpréter de deux manières : « Le pays de Kaër est mon pays » ou « Beau est mon pays » (description de J.M François Jacob en 1933). |

Ce blason a été créé dans les années 1930 par Jean-Baptiste Corlobé, artiste local.